# Provincia di Brindisi
La provincia di Brindisi è una provincia italiana della Puglia di 375 540 abitanti, con capoluogo Brindisi. È stata istituita nel 1927 tramite scorporo dall'antica Terra d'Otranto, la provincia comprende 20 comuni incluso il capoluogo. Dal punto di vista demografico e della superficie, essa si classifica come la quinta provincia della regione.
Compresa nel Salento, si affaccia a nord-est sul mare Adriatico e confina a nord con la città metropolitana di Bari, a ovest con la provincia di Taranto e a sud-est con la provincia di Lecce.
Dalla fine del ventesimo secolo questa provincia ha conosciuto un processo di cambiamento del proprio assetto economico, con una progressiva diminuzione del peso dell'industria e una crescita del settore terziario. Significativo l'aumento del turismo, dovuto ad una buona dotazione infrastrutturale, rispetto al resto del Mezzogiorno, ed alla valorizzazione delle numerose risorse naturali, artistiche e culinarie presenti in tutto il territorio.

## Geografia fisica

### Territorio
La provincia di Brindisi, estesa per 1.839 chilometri quadrati, è la seconda provincia più piccola della regione, dopo la provincia di Barletta-Andria-Trani, ma al suo interno comprende vari territori: all'estremo nord, restringendosi fino a toccare il confine con la provincia di Bari, tocca il limite meridionale della Terra di Bari; al centro e a sud, invece, rientra nella subregione del Salento; al nord rientra nella subregione delle Murge, mentre, in direzione nord-ovest, al confine con la provincia di Taranto e parte della provincia di Bari, rientra nella Valle d'Itria. Ad est vi è il litorale adriatico, lungo 80,606 km in parte roccioso, ricco di piccoli approdi ed insenature che si alternano a lunghe spiagge sabbiose.
Il territorio cambia notevolmente da zona a zona: nei settori ad ovest, al centro ed a nord il paesaggio è caratterizzato da colline, lame, boschi e dai tipici trulli. A sud, invece, il paesaggio si presenta sostanzialmente piatto e in gran parte adibito alle coltivazioni (come quasi tutto il paesaggio salentino).
Il territorio provinciale, secondo la Carta Geologica d'Italia, redatta dal Servizio Geologico d'Italia, è composto da vari tipi di terreni: nella zona centro-meridionale prevalgono calcari dolomitici (presenti generalmente nella zona occupata dall'altopiano delle Murge), piccoli depositi eluviali, sabbie, anche argillose, talvolta ben cementate, limi grigi lagunari-palustri recenti (presenti nei territori di Francavilla, Oria e San Donaci), calcareniti e calcari tipo panchina, calcari bioclastici ben cementati e sabbie calcaree poco cementate. Nella zona centro-settentrionale, invece, prevalgono calcari di Bari e di Mola, risalenti al Cretacico superiore, e depositi calcareo-arenacei o calcareo-arenacei-argillosi, risalenti al Pleistocene.

### Orografia

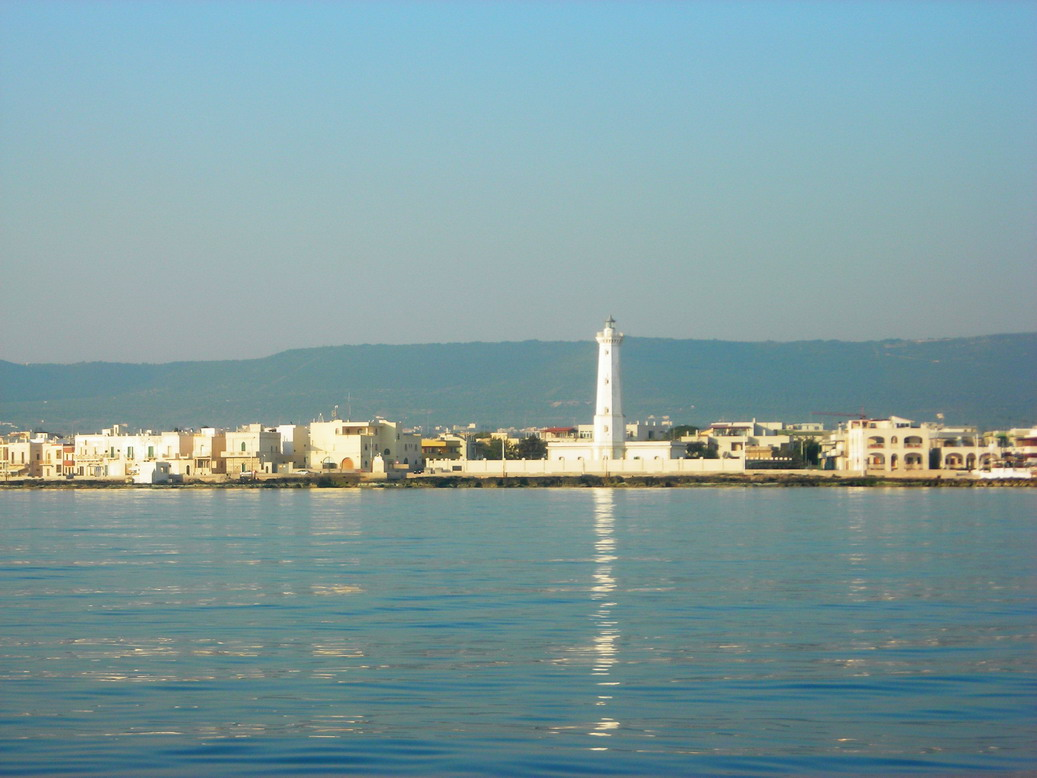
Vista di Torre Canne dal mare: sullo sfondo si può notare la brusca elevazione delle Murge sul versante adriatico

L'altezza massima raggiunta all'interno della provincia è di 414 m s.l.m., nei pressi di Selva di Fasano. Gli altri rilievi principali sono di poco più bassi e sono collocati tutti nella zona centro-settentrionale. Lungo la Soglia messapica (nella zona che va da Villa Castelli a Ceglie Messapica) e lungo il versante adriatico (nella zona che va da Ostuni a Carovigno) le colline si elevano bruscamente, mentre a sud digradano dolcemente verso la Piana di Brindisi.

### Idrografia
Non ci sono fiumi significativi, a causa del terreno carsico, ma si contano numerose sorgenti che sgorgano improvvisamente dal sottosuolo e alimentano piccoli corsi d'acqua di minima portata. Tra questi corsi d'acqua, il più lungo è il Canale Reale; esso sgorga nel territorio di Villa Castelli al confine con Francavilla Fontana e sfocia nella Riserva Naturale di Torre Guaceto, Carovigno.
Lungo il litorale, inoltre, ci sono numerosi stagni e piccoli laghi d'acqua dolce, alimentati dalle falde acquifere che, trovandosi vicino al mare, fuoriescono dal sottosuolo.

### Clima
Il clima della provincia è mediterraneo, con estati calde ed inverni non eccessivamente freddi. Lungo la costa gli sbalzi termici sono meno frequenti che nelle zone interne e l'azione mitigatrice del mare Adriatico fa lievitare leggermente le temperature medie. In collina e nelle zone pianeggianti interne la temperatura è generalmente più bassa rispetto alla costa.
Il clima della zona può essere influenzato da correnti fredde provenienti dai Balcani, che fanno abbassare di parecchi gradi le temperature (provocando in inverno estese gelate e, in alcuni casi, anche abbondanti nevicate) o da correnti calde provenienti dal Nordafrica (che d'estate rendono il clima particolarmente caldo e afoso).
La precipitazioni non sono molto abbondanti e si aggirano attorno ai 600 mm di pioggia annui.

## Storia

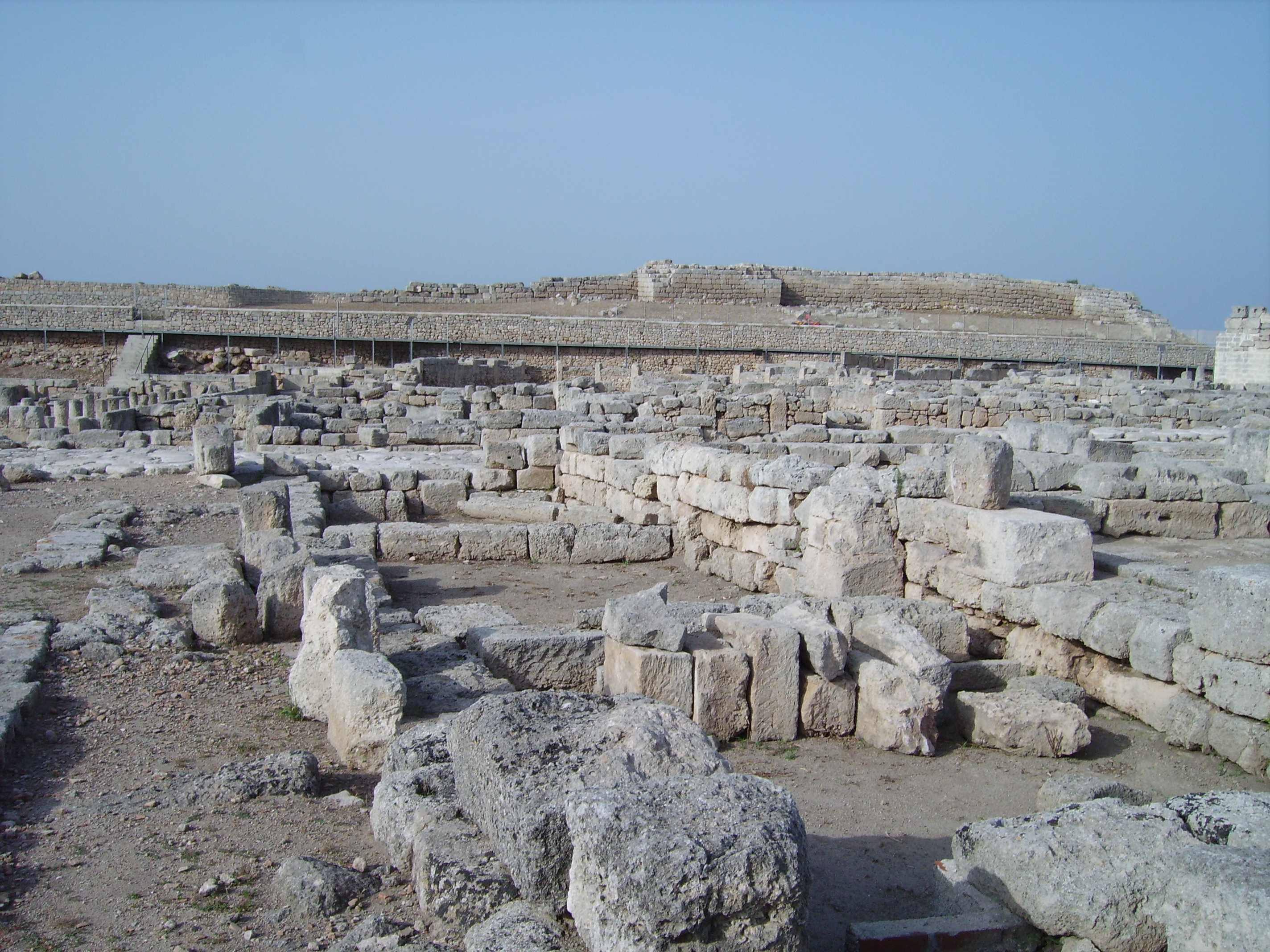
Egnazia da una traversa della Via Traiana

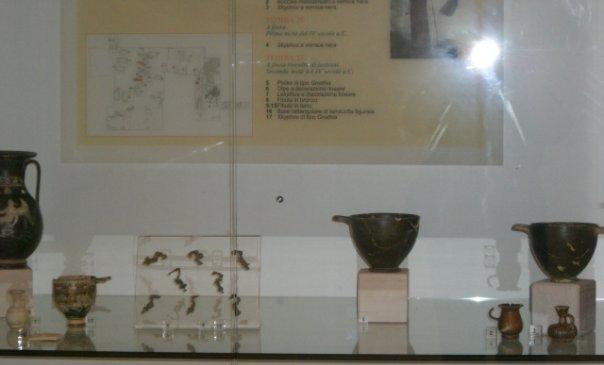
Ceramiche risalenti al IV secolo a.C. conservate presso il museo comunale di Villa Castelli

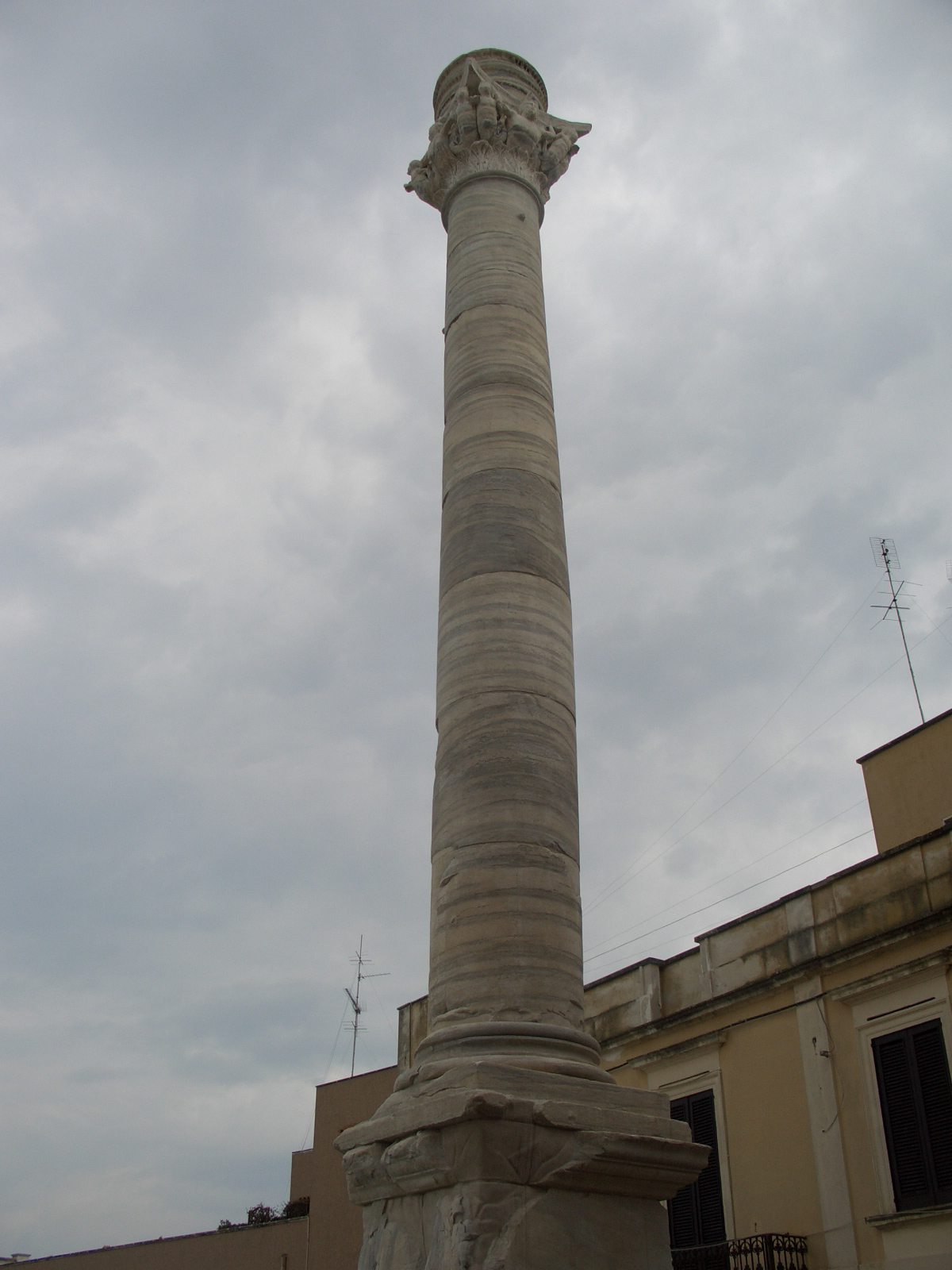
Brindisi, colonna sulla via Appia

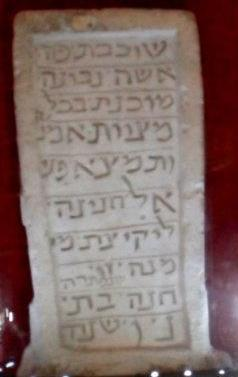
Stele funeraria ebraica presso la biblioteca comunale di Oria

### Origini
Dai numerosi ritrovamenti archeologici effettuati in tutta la provincia, si è potuto affermare che già dalla preistoria questo territorio era abitato da alcune popolazioni che vivevano principalmente in grotte e cacciavano nelle foreste abbondanti di selvaggina. In seguito, nel neolitico, sono sorti alcuni villaggi (ne sono state trovate tracce a Oria, Ceglie Messapica, Francavilla Fontana e Ostuni), dove si formò una primitiva organizzazione sociale.
Successivamente, tra VIII e VII secolo a.C., giunsero dall'Illiria i Messapi, che formarono diversi centri, anche di grandi dimensioni; alcuni di questi divennero le odierne città di Brindisi, Mesagne, Ostuni, Oria, Carovigno, Villa Castelli, Ceglie Messapica e San Pancrazio Salentino. Importanti i siti archeologici situati a Egnazia presso Fasano e a Muro Tenente presso Mesagne. Nel periodo messapico la terra di Brindisi disponeva di due porti principali: Egnazia, vicino all'odierna Fasano. Pezza Petrosa nel territorio di Villa Castelli costituisce invece un phrourion un villaggio, con funzione di avamposto della città di Taranto.
In epoca pre-romana il territorio brindisino risultava invece occupato dal popolo dei Calabri e l'intera area era detta Calabria.

### Periodo classico
La provincia seguì la storia del resto della regione: fu conquistata dai Romani nel 276 perdendo ogni diritto politico, Brindisi divenne colonia latina nel 244 a.C. e poi municipio nell'89 a.C., crescendo economicamente e strategicamente per la posizione e per la ricchezza dei prodotti agricoli: l'olio, il vino e il frumento. Anche Oria, diviene municipio per la sua posizione tra Taranto e Brindisi, conservò la sua funzione di controllo del territorio lungo la via Appia. Successivamente, nel 109 d.C., l'imperatore Traiano ordinò di lastricare la via che prese appunto il nome di Via Appia-Traiana, seguendo la costa.

### Medioevo

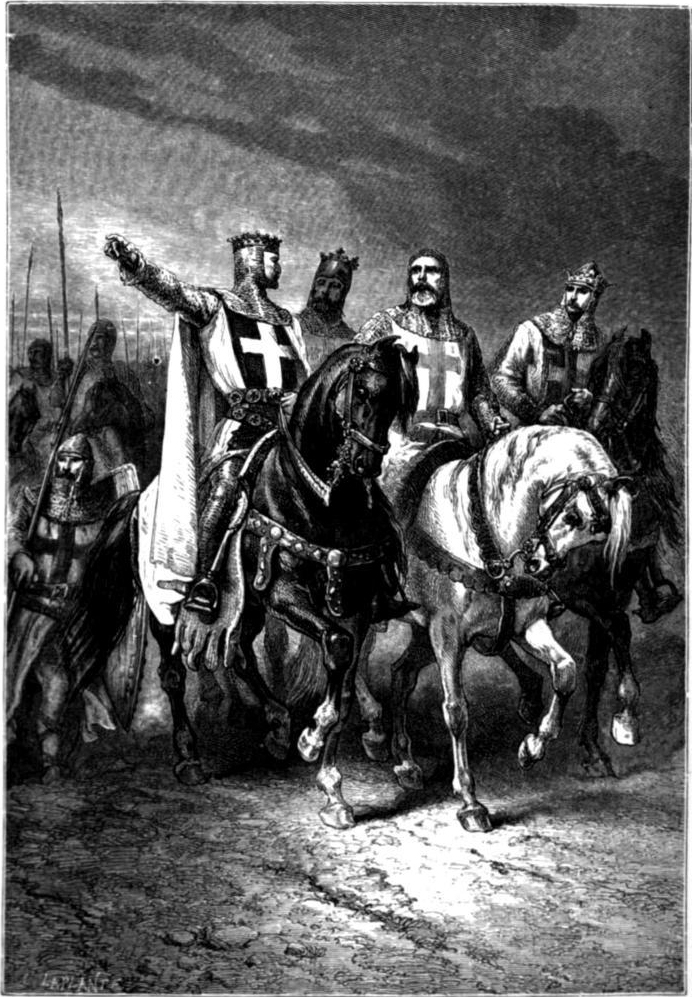
I quattro comandanti della prima crociata, questi guerrieri salpavano spesso dal porto brindisino

Tra il IV e V secolo d.C. cominciarono a nascere i primi luoghi di culto cristiani e nei secoli successivi si diffusero anche degli insediamenti rupestri.
Con la caduta dell'Impero romano d'Occidente nel 476 il territorio della provincia, come tutta l'Italia meridionale, fu teatro di scontri tra Goti e Bizantini, che distrussero e saccheggiarono numerose città. Perciò, dal VI al IX secolo le popolazioni conobbero un periodo di migrazione dalle zone costiere verso l'entroterra, in particolare sulle Murge meridionali, che offrivano maggiore sicurezza dovuta all'altezza, e formarono i Casali, centri di piccole dimensioni; intorno all'850 arrivarono i Franchi, guidati da Ludovico II, che, dopo aver liberato Bari dai Saraceni, nell'866 fecero altrettanto ad Oria e si stanziarono in alcuni casali vicini. Nel IX secolo, Oria aveva difatti raggiunto l'apogeo del suo sviluppo economico e culturale, diventando una città nota in tutto il Mediterraneo per la sua influente comunità ebraica e per la sua ricchezza.
Il territorio, dopo il XI secolo, conobbe un nuovo periodo di rinascita con i Normanni che inglobarono tutto il territorio dell'attuale provincia di Brindisi nel Principato di Taranto, che costruirono numerosissime chiese e castelli (Carovigno, San Vito dei Normanni, Mesagne, Ostuni) ancora oggi esistenti. Inoltre la popolazione ritornò ad abitare le città sul mare. Anche gli Svevi, con Federico II, lasciarono il loro segno: costruirono il castello fortezza di Oria per controllare l'Adriatico e il mar Ionio, il castello "di terra" a Brindisi, nel punto in cui termina la via Appia, ampliarono il castello di Mesagne e del resto della provincia.
Brindisi, durante tutto il basso Medioevo, recuperò in parte la sua importanza: da qui passava infatti la via Francigena, percorsa da moltissimi pellegrini, crociati e mercanti di tutta Europa che, imbarcandosi dal porto brindisino, raggiungevano la Terra santa. Inoltre, in città, si stanziarono i Cavalieri Ospitalieri, i Cavalieri templari e l'Ordine teutonico. Nel 1089, il conte normanno Goffredo di Conversano, in occasione del sinodo di Melfi, chiese a papa Urbano II di recarsi a Brindisi per consacrare la cattedrale. In questa occasione fu elevata da sede episcopale ad arcivescovado.
Nel 1450 circa il principe di Taranto, Giovanni Antonio Orsini Del Balzo, volendo difendere meglio la città, realizzò l'interramento del canale che collegava il porto interno a quello esterno; gli effetti collaterali furono disastrosi: le acque stagnanti causarono la malaria, che fece rispopolare la città. Gli insediamenti rurali, al contrario, si svilupparono con fortuna soprattutto nei territori di Francavilla Fontana, Carovigno, San Vito dei Normanni, Ostuni e Fasano dove, sempre negli stessi anni, erano state erette numerose fortificazioni.
Sotto il dominio degli Aragonesi e il nuovo pericolo degli attacchi dei Turchi, che nel 1480 avevano assediato Otranto, furono costruite numerose fortificazioni anche lungo la costa (molte di esse sono ben visibili ancora oggi). In particolare, San Pancrazio Salentino, fu razziata dai Turchi una prima volta nel 1480, secondo quanto racconta Antonello Coniger ne Le cronache, il 5 settembre di quell'anno un drappello di 400 cavalieri turchi sbarcò a San Cataldo, devastando i paesi e massacrando la popolazione dell'entroterra leccese. Un secondo attacco a San Pancrazio Salentino avvenne nella notte del 1º gennaio 1547; cinque galeoni turchi sbarcarono a Torre Colimena, nell'attuale territorio di Manduria, sulla costa jonica. Girolamo Marciano di Leverano, in Descrizione, origini, e successi della provincia d'Otranto, riporta che un drappello di un centinaio di uomini, guidati da un certo Chria (o Cria), un traditore di Avetrana, saccheggiò e distrusse San Pancrazio, cogliendo il paese di sorpresa dopo il fallito tentativo di assalto della cittadina tarantina; quasi tutti gli abitanti furono rapiti e venduti in Turchia come schiavi. Tali avvenimenti sono narrati anche nell'affresco che decora la parete sopra l'ingresso laterale della Chiesa di Sant'Antonio da Padova. L'affresco mostra inoltre l'esecuzione di Cria, catturato dai sopravvissuti alla strage, legato nudo a un palo e finito a colpi di pietra e freccia.

### Storia moderna
Verso la metà del Cinquecento la provincia, come il resto del Regno di Napoli, fu invasa dai Cappelletti, che saccheggiarono diverse città. Successivamente, dopo il Concilio di Trento, anche in questo territorio si diffusero nuovi ordini religiosi, come i Carmelitani ed i Cappuccini. Intorno al 1575 l'arcivescovado di Brindisi ed il vescovado di Oria si separarono, dividendosi anche le città da controllare.
Nella prima metà del XVII secolo in molti comuni della provincia scoppiarono rivolte popolari contro le oppressioni feudali, che da secoli ormai impoverivano i ceti deboli. Ben presto, però, i nobili si organizzarono per un contrattacco, riunendosi a Francavilla e stabilendo di iniziare ad attaccare Taranto, per poi spargersi in tutta la Terra d'Otranto e sedare, anche nel sangue, tutti i fermenti rivoluzionari.
Per tutto il corso del XVIII secolo si succedettero numerose carestie e pestilenze, che causarono numerose vittime in tutta la provincia. Successivamente, con l'arrivo della notizia della Rivoluzione francese, si ebbero violenti scontri tra Giacobini, sostenitori degli ideali francesi, e Sanfedisti, sostenitori del governo borbonico. Alla fine degli scontri i Borboni ristabilirono il loro potere, seppur in modo molto precario.

### Storia contemporanea
La provincia fu istituita nel 1927 dalla scissione dell'antica regione della Terra d'Otranto, suddivisa nelle tre province salentine. La provincia fu realizzata con l'unione di parte dell'allora Provincia di Lecce (18 comuni) e con due comuni dell'allora Provincia di Bari (Cisternino e Fasano). Il suo stemma è quello di un cervo.
Nei primi anni dell'Ottocento si svilupparono i movimenti carbonari e la piaga del brigantaggio crebbe d'intensità, soprattutto nei comuni interni. Per questo il Regno delle Due Sicilie inviò l'esercito, riducendo il fenomeno con l'arresto e la fucilazione di numerosi briganti (tra cui Ciro Annichiarico, uno dei maggiori esponenti della malavita locale) ma non riuscendo a sradicarlo del tutto.
Durante tutto il XIX secolo, inoltre, furono avviate in tutta la provincia numerose opere infrastrutturali, come la costruzione della ferrovia Taranto-Brindisi (inaugurata nel 1886) e l'avvio della costruzione di strade di collegamento fra i comuni. Inoltre si fecero progressi anche nel migliorare le condizioni igieniche delle città. Nel 1871 (ma in realtà già da qualche anno prima) Villa Castelli presentò le prime richieste di autonomia dal comune di Francavilla Fontana, ma inizialmente non ottenne ascolto.
Negli stessi anni, con l'apertura della cosiddetta "Valigia delle Indie", una linea mercantile marittima che collegava rapidamente, attraverso il porto brindisino e il canale di Suez, Londra all'India, Brindisi ritrovò un nuovo slancio.
Tra il XIX e il XX secolo si è sviluppata l'industria della trasformazione dei prodotti agricoli a Brindisi, San Pietro Vernotico, Mesagne, Ostuni e Fasano; inoltre si sono diffusi stabilimenti vinicoli e oleari. Inoltre, sempre a Brindisi, sono nate fabbriche di botti per il commercio del vino.
Durante la Grande Guerra Brindisi contribuì in maniera preponderante agli eventi bellici sfruttando l'ampiezza e la sicurezza del porto, e le industrie meccaniche lavorarono a ritmi frenetici.
Non mancarono i conflitti interni, durante il Biennio rosso.
Nel 1927 fu istituita la provincia di Brindisi, sul territorio del soppresso circondario di Brindisi della provincia di Lecce, più i comuni di Cellino San Marco, Cisternino, Fasano, San Pietro Vernotico e Torchiarolo; dopo pochi mesi i comuni di Guagnano, Salice Salentino e Veglie tornarono alla provincia di Lecce.
Nei primi anni sessanta, a Brindisi, fu realizzata una grande industria petrolchimica, che si aggiungeva alle imprese meccaniche e aeronavali che hanno potuto dare lavoro a tecnici e operai provenienti dal territorio provinciale, ma anche dalle province e regioni limitrofe. Il territorio provinciale invece si specializzò nell'agricoltura di tipo intensivo, caratterizzata da piccole e medie imprese.
Con la crisi della grande industria chimica e la creazione di un grande polo industriale a Taranto, si è verificata una migrazione di operai specializzati verso Bari e Taranto.
Data la sua posizione geografica (porto per l'Europa orientale) Brindisi, e anche la sua provincia, negli anni ottanta e novanta, è stata un punto nevralgico del traffico di sigarette di contrabbando provenienti dai Balcani e destinate a tutto il mercato europeo. Negli stessi anni la criminalità organizzata pugliese raggiunse il suo apice, favorendo maggiormente il fenomeno del contrabbando e aumentando la serie di estorsioni ai danni dei commercianti brindisini. Questo fenomeno criminale è stato quasi completamente sradicato dopo le grandi operazioni antimafia condotte nel 1995 e nel 2000 dall'Esercito Italiano. Tuttavia, ancora oggi la criminalità organizzata assume un certo rilievo a livello provinciale, specie nel traffico di droga e nel settore immobiliare.
Oggi tutta la provincia sta conoscendo il successo del processo di terziarizzazione dell'economia che punta sullo sviluppo e la commercializzazione di prodotti locali di qualità, nonché una valorizzazione del suo patrimonio artistico e naturalistico che sono alla base di un solido turismo culturale.

### Simboli

Gonfalone provinciale

Lo stemma è il gonfalone della provincia di Brindisi sono stati concessi con il regio decreto del 22 settembre 1927.
Stemma
I Romani, che conquistarono Brindisi nel 270 a.C. derivarono il nome latino Brundisium da quello messapico Brunda, che significa "testa di cervo", e si rifersce alla forma del porto che accoglie i naviganti con braccia simili alle corna dell'animale. Lo scudo ha una non comune forma svizzera. Dal 1933 al 1943 era decorato dal capo del Littorio.
Gonfalone
Bandiera
Drappo bianco-azzurro con lo stemma della provincia. Un tempo era tripartito, ricalcando la forma del primo gonfalone del 1927.

## Monumenti e luoghi d'interesse

### Architetture religiose

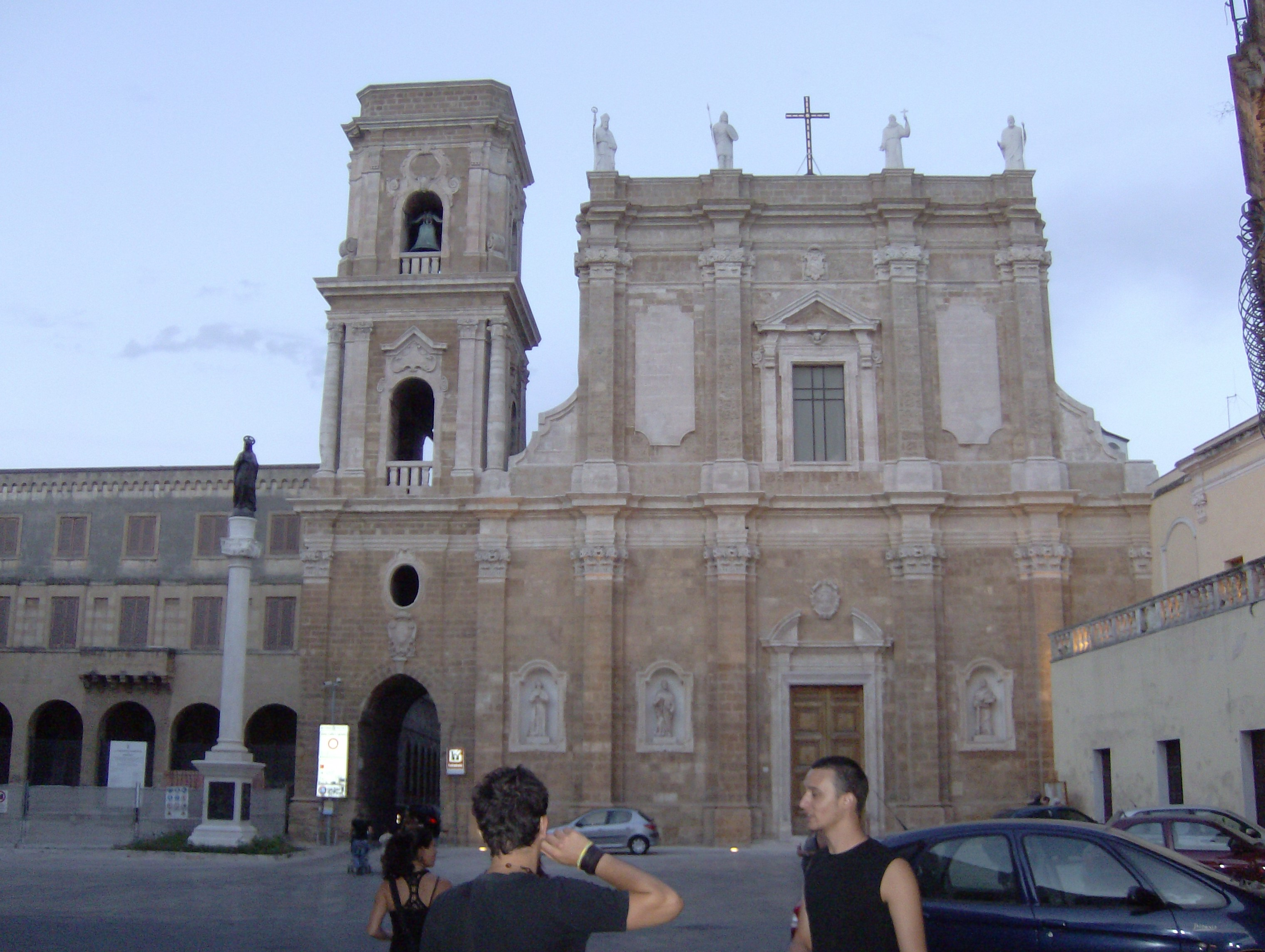
Il duomo di Brindisi

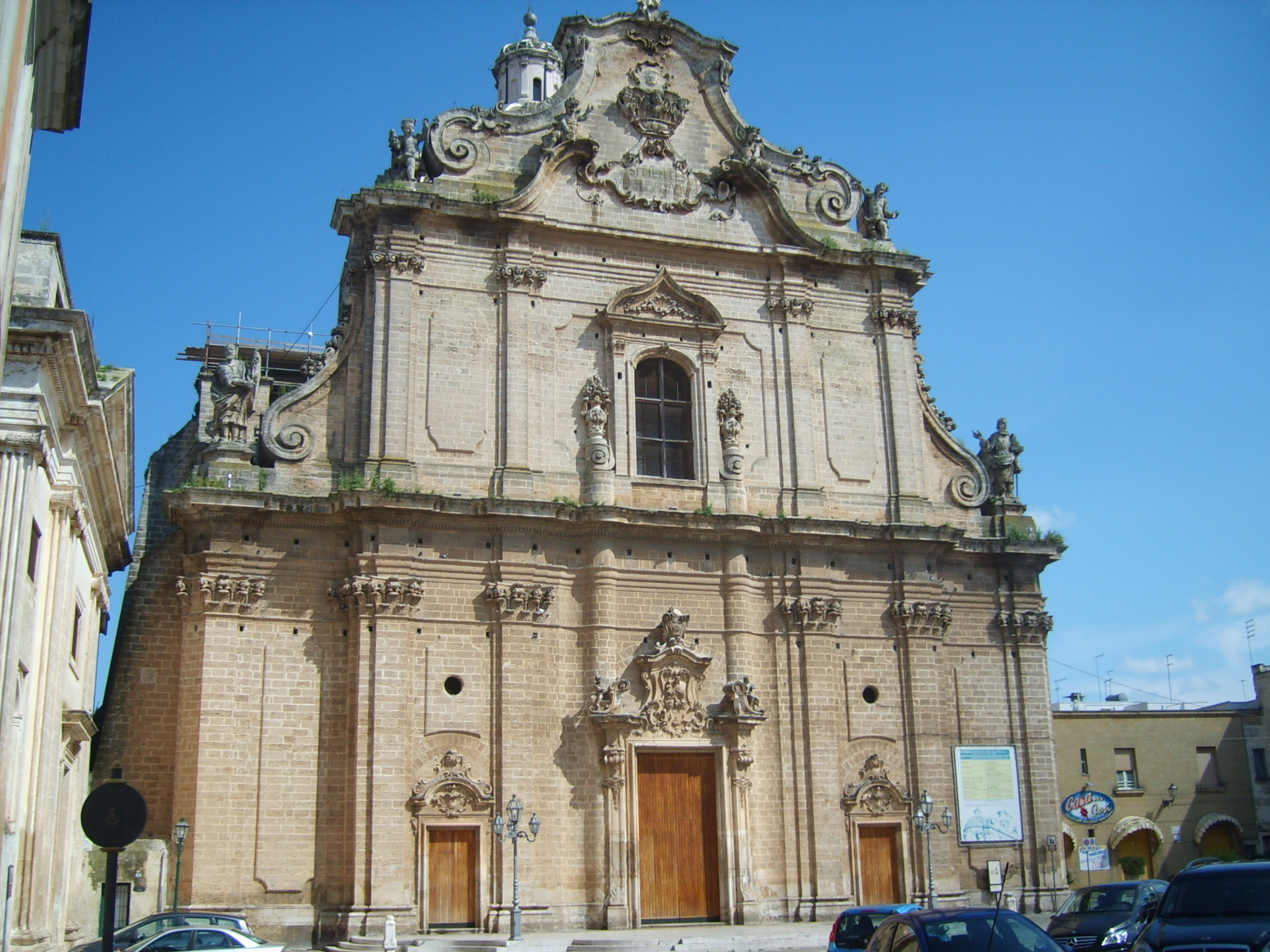
Il duomo di Francavilla Fontana

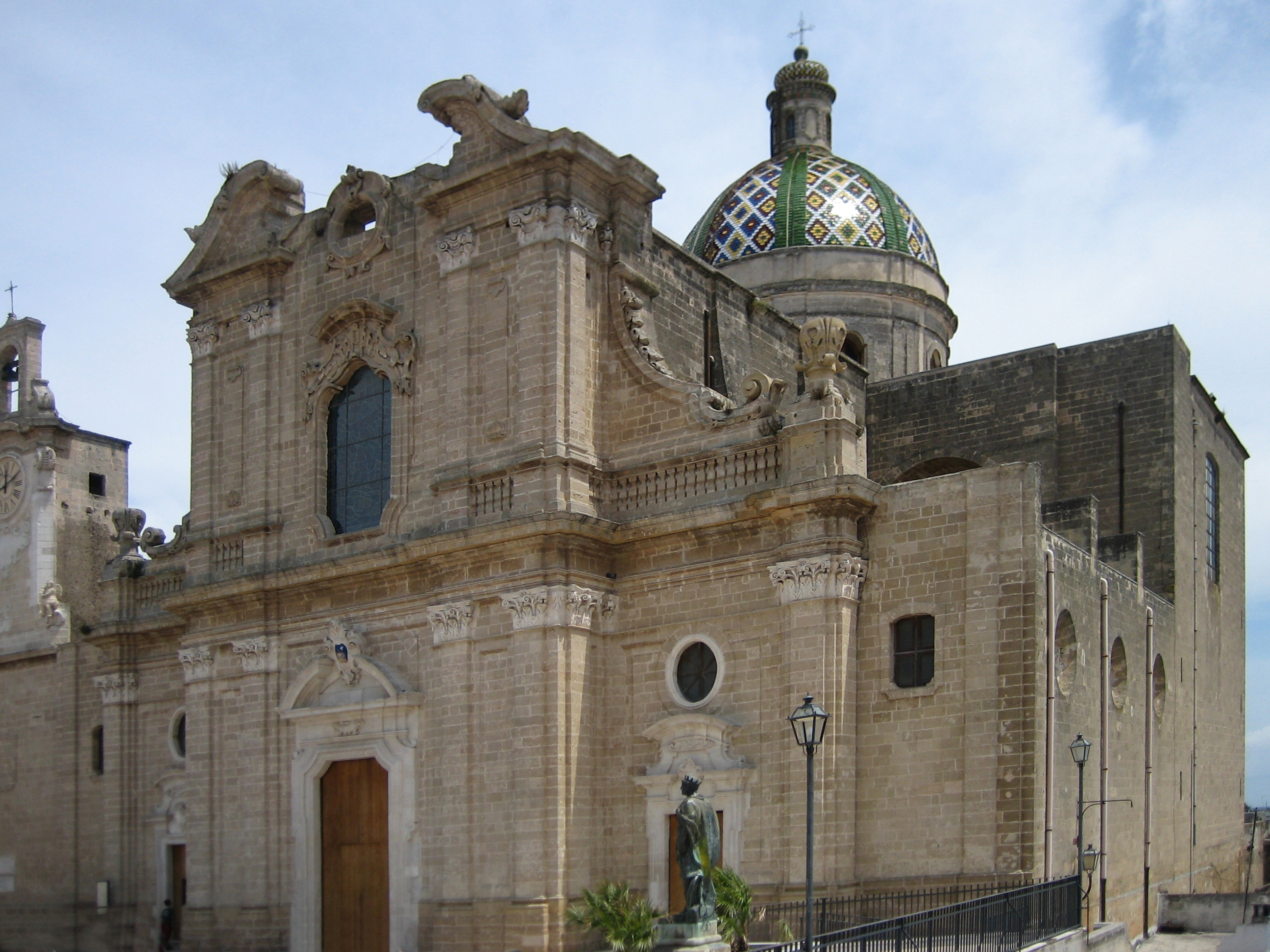
Basilica cattedrale di Oria

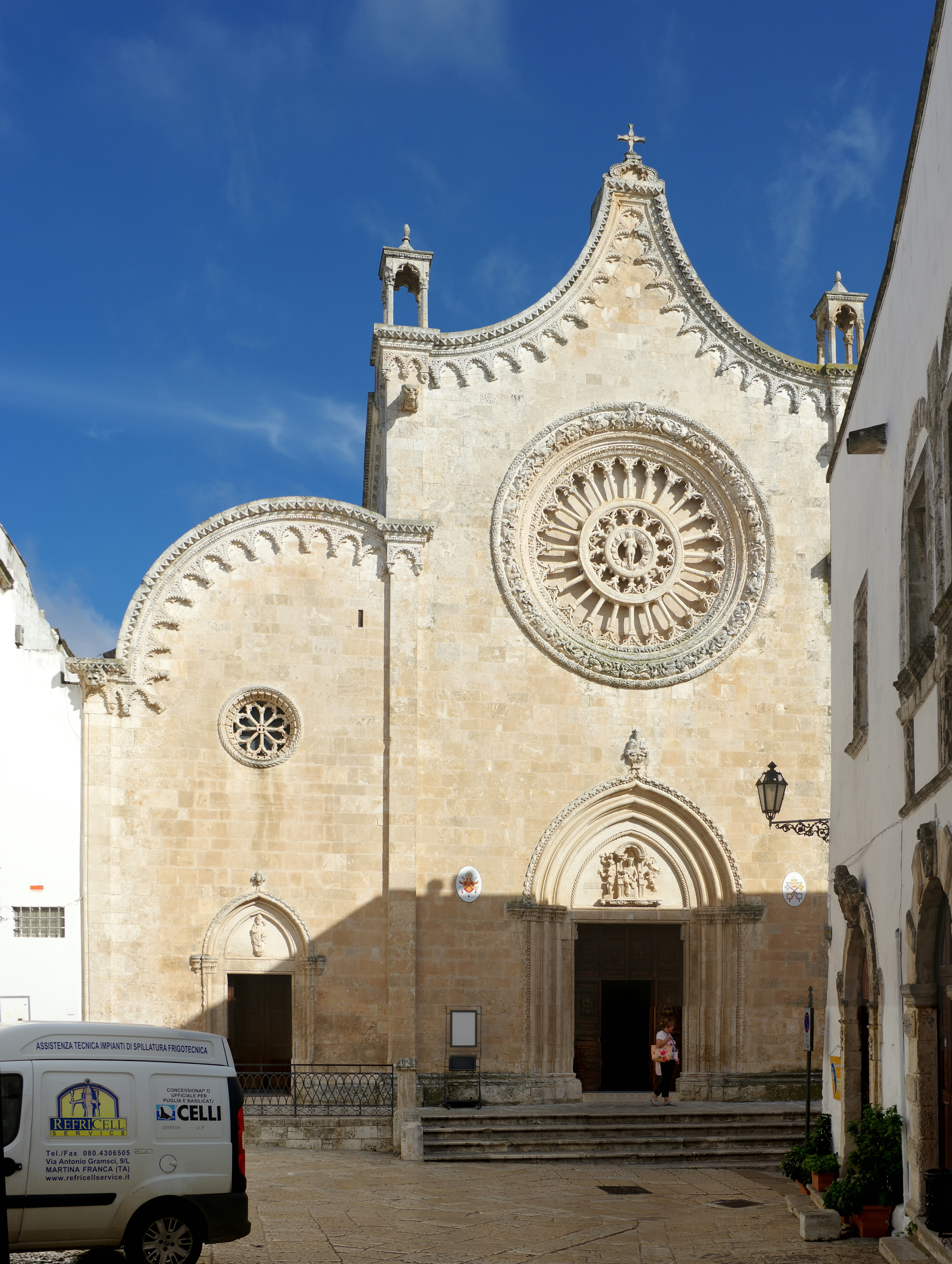
Il Duomo di Ostuni

Tra le principali chiese della provincia, da segnalare:

#### Architetture religiose a Brindisi
- Duomo San Giovanni Battista a Brindisi: fu voluto da Papa Urbano II nel 1089 e completato nel 1143[49]. Ricostruito dopo il terremoto del 1743, in seguito è stato sottoposto a numerosi restauri. La chiesa conserva la pianta basilicale romanica a tre navate; la facciata ha una partitura decorativa con lesene addossate, sei al registro inferiore e quattro in quello superiore. Dal paramento contiguo alla facciata si innalza il campanile, ultimato nel 1795.

#### Architetture religiose in provincia
- Collegiata Santissima Maria Assunta a Ceglie Messapica è un edificio risalente al XVI secolo restaurato ed ampliato nel 1786. Ha un aspetto Barocco. Presenta una facciata in stile proto-Neoclassico, una cupola maiolicata ed è affiancato da un campanile. L'interno, a tre navate, a croce greca, riccamente affrescato, conserva statue e tele poste nei vari altari.
- Chiesa di San Nicola a Cisternino: costruita nel XIV secolo su un'antica chiesa paleocristiana dei monaci basiliani, presenta al suo interno due opere in pietra viva del XVI secolo, firmate dallo scultore (Stefano da Putignano): una Madonna con Bambino, nota come la Madonna del Cardellino e un piccolo tabernacolo.
- Santuario di Maria Santissima di Belvedere, Carovigno
- Chiesa matrice San Giovanni Battista a Fasano: sorta nel XIV secolo, ma decorata e modificata in epoca successiva, presenta una facciata tardo-rinascimentale ed il campanile barocco del 1763[50]. L'interno, a tre navate, conserva alcune tele ottocentesche.
- Basilica minore del Santissimo Rosario a Francavilla Fontana: ricostruita nel 1743 dopo che un terremoto aveva distrutto l'antica chiesa angioina risalente al 1310[51], presenta una sobria ed imponente facciata barocca, un campanile ed una grande cupola maiolicata (la più alta del Salento). L'interno, a tre navate, conserva numerose tele e statue in legno e in cartapesta. Alle spalle dell'altare maggiore è conservata l'icona bizantina scoperta da Filippo I d'Angiò nel 1310.
- Santuario Maria Santissima della Croce a Francavilla Fontana: costruito nel XVI secolo ma ampliato nel XVII[52]. All'interno, alle spalle dell'altare maggiore, è posta un'icona bizantina risalente al XII secolo. Il convento annesso si articola attorno ad un chiostro secentesco.
- Basilica cattedrale di Oria è la principale chiesa della diocesi di Oria: la facciata è in carparo locale. A sinistra si erge la torre dell'orologio e, dietro, quella campanaria. Il tutto è poi dominato dalla superba cupola policroma. La pianta è a croce latina a tre navate. All'interno sono presenti numerosi dipinti di gran pregio che vanno dal XVI secolo fino al XX secolo. Sono inoltre presenti pregiati marmi e stucchi, 4 candelabri in bronzo, e di particolar pregio sono: artistiche statue tra le quali quelle dei santi medici di scuola veneziana e quella del protettore san Barsanofio di scuola napoletana.
- Basilica concattedrale di Santa Maria Assunta a Ostuni: posto sul colle più alto della città, fu iniziato nel 1435 e completato tra il 1470 ed il 1495[53]. Ha una facciata unica dalla forma[senza fonte] tardo gotica con influenze dalmato-veneziane, in cui si aprono tre portali ogivali. L'interno, a tre navate, è stato rifatto in forme settecentesche. Il suo rosone è il più grande d'Italia nonché il secondo più grande d'Europa.[54] Prestigiosa sede della diocesi di Ostuni prima dell'accorpamento della stessa con quella di Brindisi, è l'unica basilica cattedrale della provincia ad esser stata dichiarata monumento nazionale.[senza fonte]

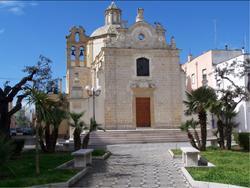
Chiesa di San Pietro a San Pietro Vernotico

- Chiesa di San Pietro a San Pietro VernoticoChiesa madre basilica Santa Maria della Vittoria a San Vito dei Normanni: eretta nel XVI secolo, è stata ampiamente modificata nel corso del Settecento, assumendo una forma barocca[55]. All'interno vi sono alcune tele pregevoli.
- Chiesa di San Vincenzo de Paoli a Villa Castelli: la sua costruzione avvenne nel XIX secolo. La facciata è scompartita da contrafforti, che seguono la divisione interna in tre navate, ed è dotata di tre portali. Nella parte alta al centro vi è un rosone affiancato da trifore. Il campanile, al lato, ricalca forme gotiche. L'interno della chiesa è a croce latina a tre navate.
- Chiesa Matrice di Maria SS. Assunta a Torchiarolo: sembra risalga al 1000-1200, periodo romanico-angioino. All’inizio, la chiesa aveva solo una navata con l’altare Maggiore in fondo e sulla parete centrale l’immagine della Madonna Assunta, da cui la chiesa prende il nome. Fu ampliata successivamente intorno al XVI secolo.
- Chiesa di San Pietro apostolo a San Pietro Vernotico: fu costruita dai monaci basiliani nel IX secolo e successivamente sulle sue rovine fu eretta quella attuale nel XIII secolo, essa ha solo una navata con pianta a croce latina, l'esterno è realizzato in Pietra leccese mentre in cima alla facciata principale si trovano un pellicano simbolo paleocristiano e San Pietro apostolo

### Architetture militari

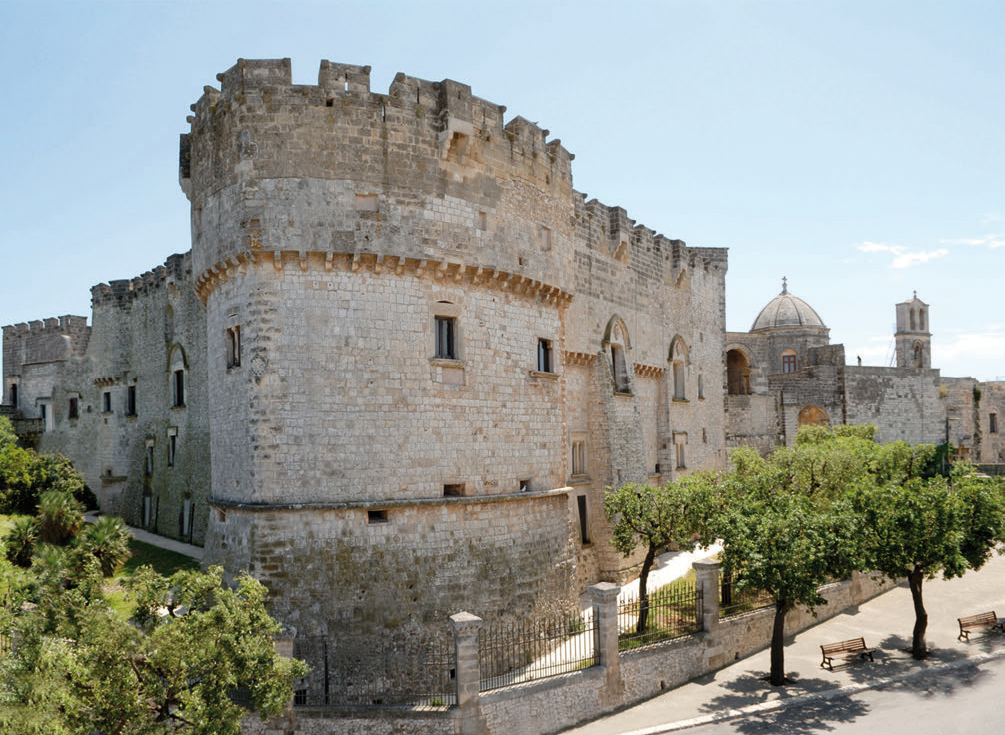
Castello di Carovigno, particolare torre a mandorla, una delle tre presenti in Puglia.

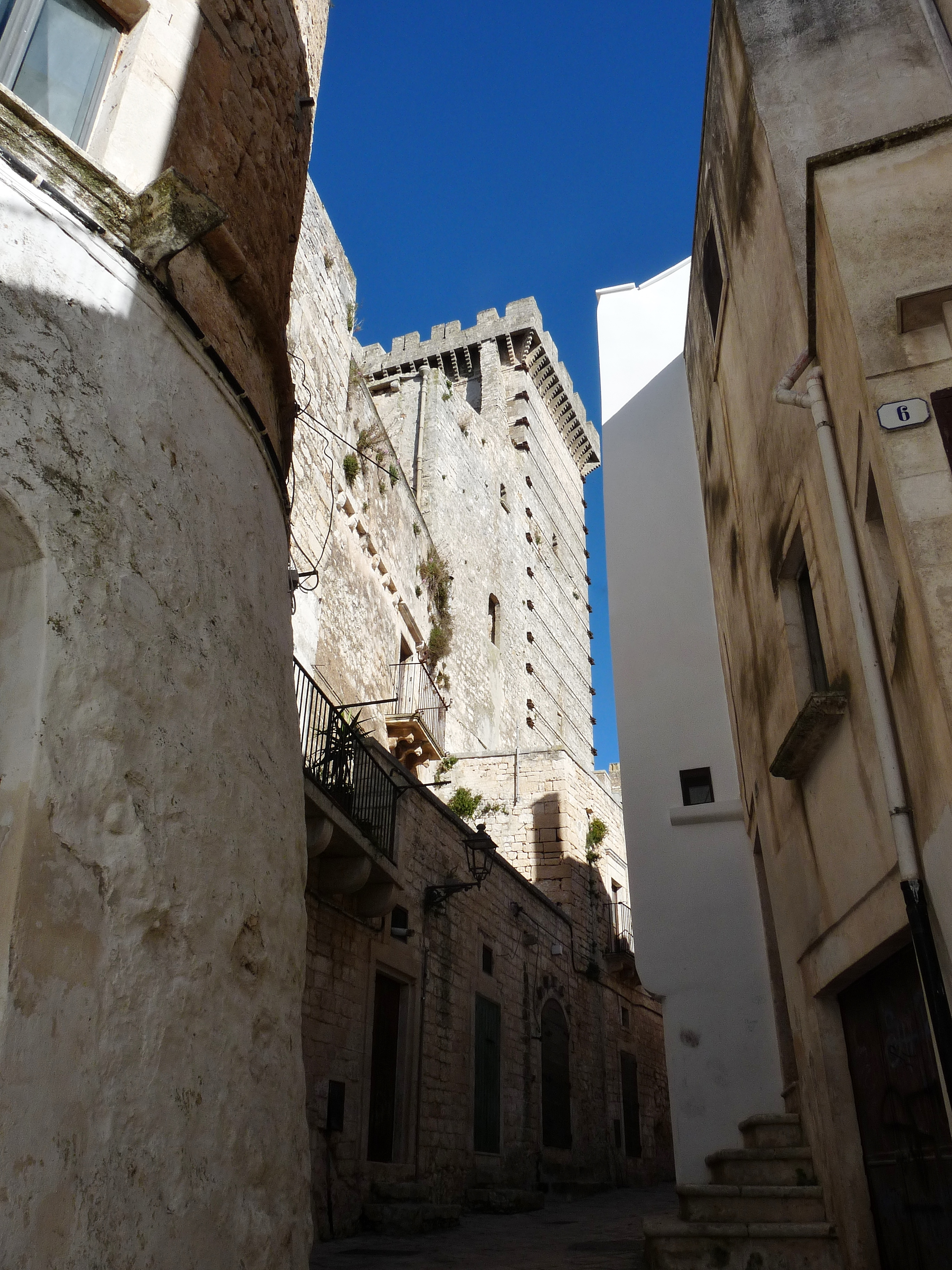
Torre quadrata del Castello di Ceglie Messapica alta 34 m

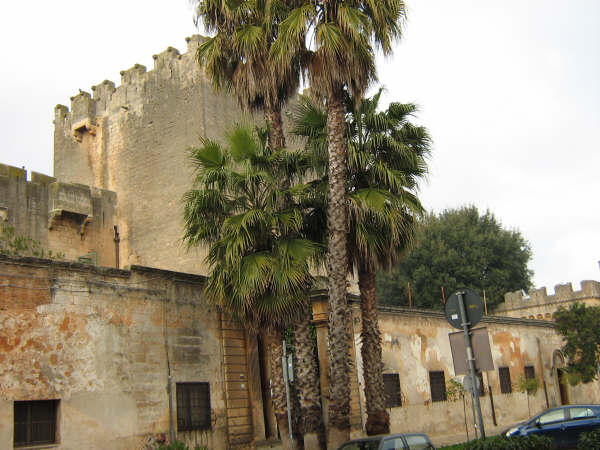
Torre del Castello Dentice di Frasso di San Vito dei Normanni

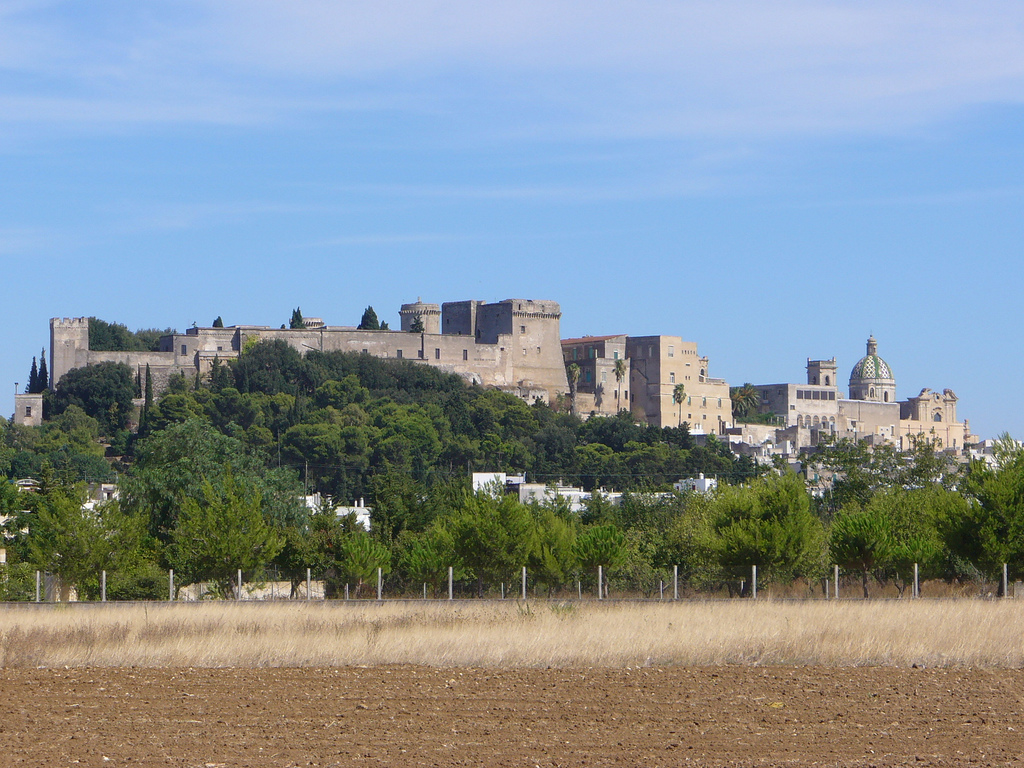
Panorama della cittadina di Oria, è visibile anche il maniero posto a circa 170 m s.l.m.

Palazzo ducale di Villa Castelli.

La provincia è molto ricca di castelli e architetture fortificate sparse in tutto il territorio.

#### Architetture militari a Brindisi
- Castello Svevo o Castello di terra: voluto da Federico II, risale al 1227, ma al nucleo originario fu aggiunto un antemurale con poderosi torri angolari ad opera degli Aragonesi[57].
- Castello Aragonese: è una fortezza realizzata sull'isola di Sant'Andrea, antistante il porto di Brindisi, da Ferrante d'Aragona (1445) e ampliata nel XVI-XVII secolo[58].

#### Architetture militari in provincia
- Castello Dentice di Frasso a Carovigno: costruito tra il XV ed il XVI secolo, fu restaurato nel 1906. Ha l'impianto triangolare con torrioni ai vertici.
- Castello di Serranova: situato nei pressi della borgata omonima, fu eretto nel 1629 dal nobile genovese Ottavio Serra.
- Castello di Ceglie Messapica a Ceglie Messapica: il primo impianto risale all'età normanna, quello attuale alla fine del XV secolo. Si configura esternamente come un agglomerato di torrioni cilindrici collegati da cortine murarie; su tutte le altre parti domina un mastio quadrangolare alto 34 metri, coronato da un cornicione molto aggettante munito di merli, barbacani e piombatoi. A ridosso di questo c'è una torre quadrangolare più bassa. Internamente i vari ambienti si articolano intorno ad un cortile centrale nel quale si conserva una pregevole scala addossata alla muratura.
- Palazzo del Balì a Fasano: restaurato nel 1589 da Balì Avogrado, nei secoli XVII e XVIII fu ingrandito con l'atrio, gli archi, le cupole e la chiesa sottostante.
- Castello Imperiali a Francavilla Fontana: realizzato nel 1450 da Giovanni Antonio Orsini Del Balzo, inizialmente era una torre quadrata circondata da fossato. Successivamente è stato allargato e nel XVIII secolo ha assunto l'attuale conformazione a metà tra fortezza e palazzo gentilizio.
- Palazzo Imperiali a Latiano: datato XII secolo, ma rimaneggiato più volte, sino all'attuale aspetto settecentesco. È passato in proprietà del Comune dopo la morte di Guglielmo Imperiali nel 1909, ultimo discendente della casata francavillese.
- Castello Del Balzo Orsini a Mesagne: presumibilmente esistente già in periodo bizantino (XI secolo), anche se la costruzione di un Castrum Medianum è attestata solo nel 1062, nel 1195 donato ai Cavalieri Teutonici. Nel XVI secolo la parte più antica del castello, pericolante, venne abbattuta e sostituita dal torrione ancora esistente, dotato di un ponte levatoio.
- Castello Carissimo a Oria: occupa il colle più alto della città ed ha forma di triangolo isoscele, con il vertice, costituito dalla torre detta dello Sperone, rivolto a Nord. Vi è poi il mastio centrale (probabilmente normanno-svevo) e due ulteriori torri cilindriche: "del salto" e "del cavaliere".
- Castello marino di Villanova a Ostuni: ampiamente rimaneggiato e ristrutturato durante il XX secolo, ben poco è ciò che rimane visibile della primitiva struttura trecentesca.
- Castello Dentice di Frasso a San Vito dei Normanni: all'inizio, con molta probabilità, era formato solo dalla torre, voluta, si crede, da Boemondo il Normanno, che nel XII secolo si contendeva, con il fratello Ruggero, il dominio della Puglia.
- Castello Filo a Torre Santa Susanna: iniziato nel 1588 quasi certamente su una preesistente struttura medievale, la sua costruzione fu portata a termine nel 1595. Nel secolo successivo l'edificio passò ai nuovi feudatari della località, i conti Filo di Napoli, che vi si stabilirono e decisero di apportare modifiche al suo aspetto di dimora gentilizia, aggiungendo tra l'altro sulla sua sommità dei merli per rafforzarne le caratteristiche di fortezza[59].
- Palazzo Ducale a Villa Castelli: la fortezza di età medioevale che fu proprietà della nobile famiglia degli Orsini era già in rovina nel XV secolo; si conserva una torre, oggi sede dell'aula consiliare, con elementi architettonici del XIV secolo. Nel XVII secolo la famiglia Imperiali acquistò la fortificazione, trasformandola in castello e vi venne impiantato un allevamento di cavalli di razza murgese. Il castello conservava ancora le merlature e alcuni cannoni, rimossi solo alla fine del XVIII secolo. Con il passaggio agli Ungaro il castello venne ulteriormente arricchito e adibito a palazzo ducale.
- Palazzo Baronale o Palazzo Caracciolo o Castello di Torchiarolo risale al 1698, possiede un torrione a pianta quadrata e coronamento, unica testimonianza del suo antico sistema difensivo, sul quale si apre un portale sormontato dall’araldica dei Caracciolo, principi del paese nel 1726.
- Torre Quadrata a San Pietro Vernotico:è il monumento più antico della città, essa nasce a scopo difensivo della piccola cittadina medievale detta "Casale di San Pietro" appartenente al feudo di Lecce. Leggenda narra che a San Pietro Vernotico nel 1408 ci furono attacchi dai Saraceni sbarcati a Otranto facendo stermini e razzie nei comuni limitrofi, I sampietrani vedendoli arrivare si prepararono e riuscirono a sconfiggerli.

Leggenda narra che a San Pietro Vernotico nel 1408 ci furono attacchi dai Saraceni sbarcati a Otranto facendo stermini e razzie nei comuni limitrofi, I sampietrani vedendoli arrivare attraverso la Torre Quadrata si prepararono e riuscirono a sconfiggerli,la loro bandiera abbandonata nella fretta venne depositata ai piedi di San Pietro apostolo e da allora ogni anno la domenica dopo Pasqua si festeggia l'evento con l'asta della bandiera che parte da piazza del Popolo (Torre Quadrata) per finire all'ultimo gradino di piazza San Pietro (chiesa di San Pietro)

### Siti archeologici

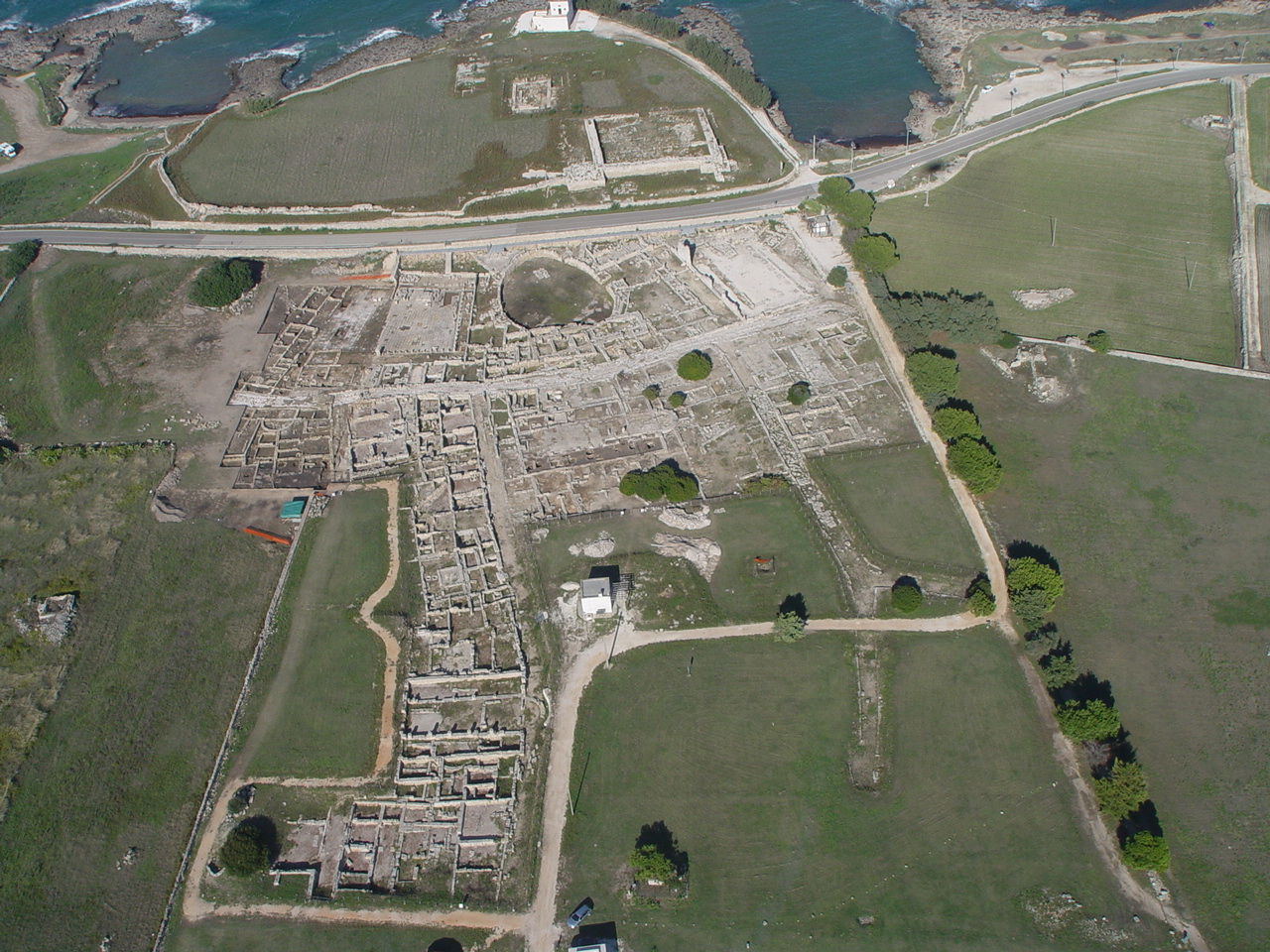
Egnazia dall'alto. Sono ben visibili le aree ancora in fase di scavo (Giugno 2007).

La provincia è ricca di siti archeologici, anche di vaste dimensioni, disseminati in tutto il territorio; appartengono a varie epoche (preistorica, messapica, romana, medioevale) e sono molto differenti tra loro: vi sono grotte cultuali o resti di templi messapici, ma i resti sepolti di antiche città con mura, strade, abitazioni, edifici pubblici e necropoli. Tra i più grandi ed importanti siti archeologici provinciali vi sono:
- Egnazia, antica città di origine messapica, importante scalo portuale per i romani, situata nel territorio di Fasano;
- il dolmen di Montalbano, presso l'abitato di Montalbano di Fasano;
- il parco archeologico e naturalistico di Santa Maria di Agnano ad Ostuni, con la grotta-santuario rilevante per il ritrovamento delle ossa di Delia, giovane donna partoriente di 25 000 anni fa.
- Valesio (l'antica Valesium), città messapica e poi romana, non distante da Torchiarolo, che ha restituito il tracciato delle mura, terme e un tratto del prolungamento della Via Traiana che portava a Otranto;
- il santuario di Monte Papalucio, a Oria, di origine messapica;
- l'area di Muro Tenente (la statio di Scamnum nella Tabula Peutingeriana), tra Mesagne e Latiano, con importanti resti di mura, dell'abitato e delle necropoli;
- Pezza Petrosa, in territorio di Villa Castelli, un antico phrourion datato tra il IV secolo a.C. e l'alto Medioevo, affiancato da una vasta necropoli.

### Aree naturali

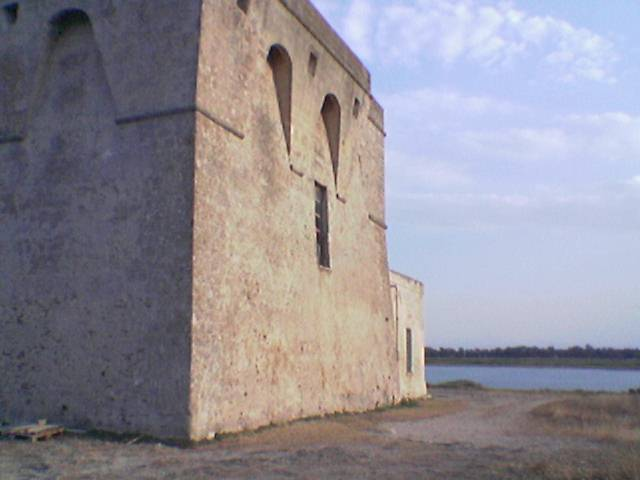
Una vista di Torre Guaceto, Carovigno

Nel territorio provinciale ci sono inoltre varie riserve naturali:
- Riserva naturale regionale orientata Bosco di Santa Teresa e dei Lucci[60]: è un'oasi naturale composta dai due boschi da cui prende il nome, inserita nell'elenco dei Siti di Importanza Comunitaria[61].
- Salina di Punta della Contessa: è un'area protetta speciale di Brindisi, situata tra Capo di Torre Cavallo e Punta della Contessa. Il parco comprende un sistema di zone umide costiere costituite da un insieme di bacini, alimentati da corsi d'acqua canalizzati provenienti dall'entroterra. I bacini sono separati dal mare da una spiaggia sabbiosa che in alcuni tratti giunge alla larghezza di 15 metri[62].
- Riserva naturale statale Torre Guaceto: è una vasta zona umida situata sulla costa adriatica e facente parte maggiormente per il comune di Carovigno e una piccola parte di Brindisi. Prende il nome dalla torre di avvistamento omonima situata sulla spiaggia. La riserva si estende per 1.200 ettari ed ha un fronte marino di 8.000 metri. La spiaggia è caratterizzata da abbondante macchia mediterranea e grandi dune, mentre l'interno è caratterizzato da grandi stagni. In questa riserva naturale sfocia il Canale Reale[63].
- Riserva naturale regionale orientata Bosco di Cerano: è situata nei territori di Brindisi, Torchiarolo e San Pietro Vernotico. È composta da abbondante macchia mediterranea e da leccete; inoltre si trovano numerose specie di roditori, tassi e volatili[64].
- Parco naturale regionale Dune costiere da Torre Canne a Torre San Leonardo: ricade nei territori comunali di Ostuni e Fasano. Anche qui è notevole la presenza di macchia mediterranea, lecci e varie zone umide[65].
- Gravine dell'Arco Jonico e Fonte Strabone: si tratta di imponenti fenomeni carsici situati a Villa Castelli. Questa è l'unica vera gravina della Provincia di Brindisi e taglia il paese in due parti, unite da un ponte costruito negli anni trenta. Nel centro della gravina, sul versante ovest, è situato il caratteristico Trappeto del Duca scavato nella roccia[66].
- Parco Naturale Provinciale di Torre Pozzelle: area marina situata nella Marina di Ostuni con varie spiagge attrezzate.

## Società

### Evoluzione demografica
La tabella seguente riporta l'evoluzione del numero dei residenti nella provincia dal 2001 al 2007:
| Anno | Residenti |
| ---- | --------- |
| 2001 | 402.093   |
| 2002 | 400.974   |
| 2003 | 400.569   |
| 2004 | 401.217   |
| 2005 | 403.786   |
| 2006 | 402.831   |
| 2007 | 402.985   |

### Etnie e minoranze straniere
Al 31 dicembre 2024 nel territorio provinciale risultano essere residenti 13.527 stranieri (7.550 uomini e 5.977 donne), pari al 3,6% dell'intera popolazione.
Di sotto sono riportate le comunità con più di 100 individui al 31 dicembre 2014:
- Romania: 2.460
- Albania: 2.368
- Marocco: 860
- Regno Unito: 480
- Cina: 343
- Germania: 174
- India: 172
- Polonia: 157

### Lingue e dialetti

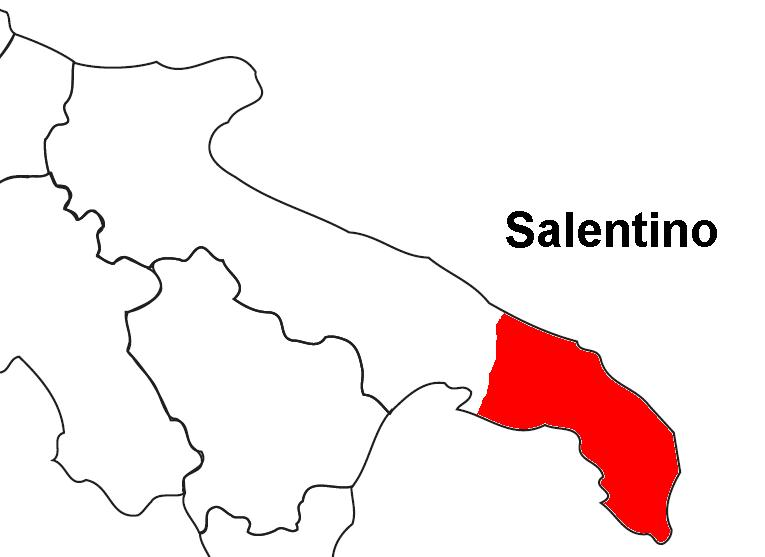
Dove è parlato il dialetto salentino

La provincia di Brindisi è varia anche dal punto di vista linguistico. I dialetti, infatti, appartengono a diverse famiglie:
- il dialetto leccese nella cintura meridionale e il brindisino nella parte centrale (e oltre i confini, nella provincia di Taranto), entrambi sottocategorie del salentino;
- I dialetti di transizione apulo-salentini, che comprendono caratteristiche di entrambi i ceppi, pur non rientrando in nessuno;
- Il dialetto barese (a Fasano e Cisternino), al confine con la provincia di Bari.

#### Dialetto brindisino
Il dialetto brindisino o salentino settentrionale è una variante del salentino e, pur esistendo delle differenze minime tra i vari comuni, la radice resta invariata. Esso è parlato, oltre che a Brindisi, nel territorio di alcuni comuni limitrofi e, con piccole differenze, in alcuni comuni della provincia di Taranto.
Dal salentino standard si distingue, oltre che per la pronuncia di alcune parole, per la caratteristica di trasformare la "e" finale di parola in italiano in "i". Ad esempio:
- Il mare diventa lu mare in salentino standard e lu mari in brindisino. Il melone diventa lu milune in salentino standard e lu muloni in brindisino.

Il gruppo della doppia ll in italiano, diventa dd in brindisino. Ad esempio:
- Il Cavallo diventa lu cavaddhru in salentino leccese e lu cavaddu in brindisino.

#### Dialetto leccese
Il dialetto leccese o salentino centrale è una variante del salentino e si differenzia dal salentino settentrionale per la presenza di cambiamenti metafonetici solo parziali. In particolare, si nota il dittongamento in /jɛ/ e /wɛ/ per i soli continuatori di Ĕ,Ŏ seguiti da -/i/, -/u/ (dente-denti vengono resi con tente-tienti; buona-buono vengono resi con bona-buenu), ma anche qualche esito
metafonetico condizionato per i soli continuatori di Ē (mese-mesi vengono resi con mese-misi).
Pur con lievi sfumature tra un comune e l'altro, il dialetto leccese copre la parte centro-settentrionale della provincia di Lecce e quella meridionale della provincia di Brindisi (San Pietro Vernotico, Torchiarolo, Cellino San Marco, San Donaci e San Pancrazio Salentino).

#### Dialetti di transizione apulo-salentini
Sebbene la distinzione tra dialetti pugliesi settentrionali e dialetti salentini segua una linea piuttosto netta che corre al di sotto delle città di Taranto, Villa Castelli, Ceglie Messapica e Ostuni, le varietà dialettali parlate lungo questa demarcazione (indicata spesso con il termine soglia messapica) presentano nel lessico o nei costrutti caratteristiche di transizione tra il dialetto barese e il salentino; pertanto l'ipotesi di classificarli all'interno dei dialetti pugliesi settentrionali, sebbene abbastanza diffusa, non è universalmente accettata.
All'interno della provincia fanno parte di questo gruppo di transizione i seguenti dialetti:
- il dialetto ostunese, parlato ad Ostuni. L'ostunese è un idioma nel quale si possono notare importanti contributi del dialetto salentino e tarantino ma anche alcune influenze baresi, soprattutto nella pronuncia.
- il dialetto cegliese[72], parlato a Ceglie Messapica e, con sostanziali varianti, a San Michele Salentino e a Villa Castelli. Il dialetto parlato a Ceglie Messapica è un idioma irto e arcaico, chiuso in un'enclave, o meglio al discrimine tra diverse aree linguistiche, individuabili la salentina, l'apula e la sannitico-lucana, sicché ha goduto nel tempo di una propria insularità che l'ha preservato da contaminazioni massificanti e imbastardimenti consumistici[73].
- I dialetti dei piccoli centri limitrofi di San Michele Salentino e Villa Castelli[74] derivano direttamente dal cegliese, per cui ne conservano moltissime assonanze e similitudini (le due cittadine furono infatti fondate da contadini e coloni cegliesi ivi trapiantatisi secoli or sono). Queste parlate restano molto vicine al cegliese e presentano affinità e convergenze anche con il dialetto di Taranto.

#### Dialetto barese

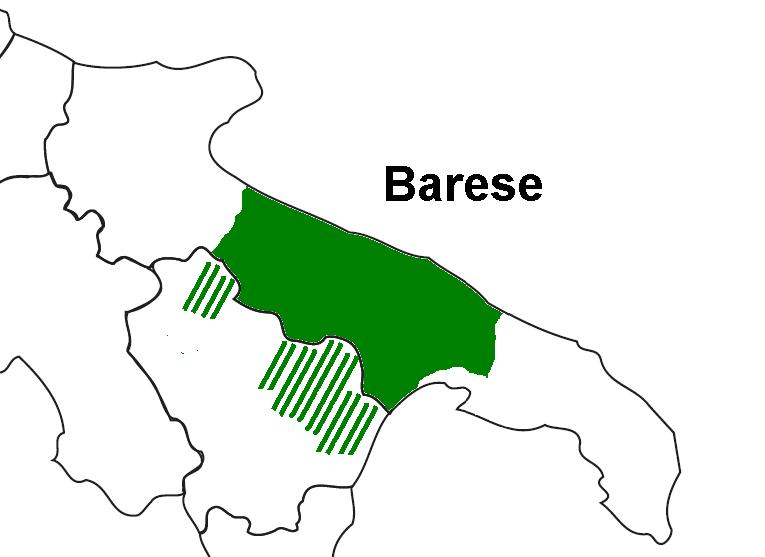
Distribuzione geografica del dialetto barese

Il dialetto barese è la varietà linguistica italoromanza parlata nella città di Bari e in generale nell'area centrale della Puglia.
Si tratta di un idioma sviluppatosi gradualmente su una base latino-volgare e modificatosi via via nel tempo anche grazie agli apporti linguistici ricevuti dalle popolazioni straniere che si sono avvicendate nell'area geografica interessata, dagli Arabi, agli Spagnoli, fino alle genti balcaniche, e che hanno contribuito a caratterizzarne l'inflessione per molti incomprensibile, soprattutto in relazione al livello fonologico dell'analisi linguistica.
Il barese viene parlato, oltre che in tutta la provincia di Bari e in quella di Barletta-Andria-Trani, anche nella provincia di Matera, quindi a sud arriva fino alla soglia messapica, raggiungendo il nord della provincia brindisina e comprendendo i comuni di Fasano e Cisternino.

### Religione
Nella provincia di Brindisi la religione maggiormente diffusa è il Cristianesimo nella confessione cattolica. Sono comunque presenti alcune minoranze, tra cui Ortodossi, Protestanti, Musulmani ed Ebrei.
Nel territorio provinciale si estendono la diocesi di Conversano-Monopoli (comprendente i comuni di Cisternino e Fasano), l'arcidiocesi di Brindisi-Ostuni (comprendente i comuni di Brindisi, Ostuni, Mesagne, Carovigno, San Michele Salentino, San Vito dei Normanni, Cellino San Marco, San Donaci e San Pancrazio Salentino), la diocesi di Oria (comprendente i comuni di Oria, Francavilla Fontana, Latiano, Ceglie Messapica, Villa Castelli, Erchie e Torre Santa Susanna) e l'arcidiocesi di Lecce (comprendente i comuni di Torchiarolo e San Pietro Vernotico). Inoltre, sempre nel territorio provinciale, si registra la presenza di 91 parrocchie.

### Qualità della vita
Secondo la ricerca de Il Sole 24 Ore sulla qualità della vita nelle province italiane, la provincia di Brindisi nel 2010 si è collocata all'86º posto, restando stabile rispetto all'anno precedente.
L'area industriale di Brindisi è stata inclusa nell'elenco dei “Siti di Interesse Nazionale per le Bonifiche”(SIN), secondo quanto stabilito dall'art. 15, comma 1, lettera c del Decreto Ministeriale 471/99 relativo alle bonifiche dei siti inquinati, in cui è riportata la prima definizione di sito inquinato, e precisamente: area soggetta, per quantità e pericolosità degli inquinanti presenti, a rilevante impatto ambientale in termini di rischio sanitario ed ecologico, nonché a pregiudizio per i beni culturali ed ambientali.
Il Sito di Brindisi interessa una superficie di circa 5.700 ettari di terra e 5.600 ettari di mare, con uno sviluppo costiero di circa 30 km². Il SIN comprende, oltre alla zona industriale, anche tutto il porto e una fascia di litorale. La perimetrazione del sito, che è stata ufficializzata da parte del Ministero con il Decreto 10 gennaio 2000, non ha un carattere definitivo, ma potrebbe essere riperimetrata laddove, in fase di caratterizzazione, risultasse che le aree contaminate si spingano oltre il confine stabilito.
Studi epidemiologici sulla mortalità dei residenti dagli anni ‘80 hanno evidenziato situazioni di criticità verosimilmente associate ad esposizioni a contaminanti in ambienti di vita o di lavoro, con eccessi di eventi sanitari avversi soprattutto in prossimità dell'area industriale di Brindisi. Studi recenti (compresi tra il 2007 ed il 2011) hanno analizzato gli effetti a breve-termine dell'inquinamento sulla salute e riportato associazioni significative tra ricoveri e mortalità per specifiche patologie ed esposizione ad inquinanti atmosferici.
La tutela della salute collettiva richiede di portare l'attenzione su diverse attività che concorrono alla sua determinazione: emissioni industriali e non, trattamento dei rifiuti, smaltimento dell'amianto, campi elettromagnetici, salubrità degli alimenti, sicurezza sul lavoro, abitudini di vita, ecc.
| Anno | Qualità della Vita (Sole 24 Ore) |
| ---- | -------------------------------- |
| 2004 | 88º (+ 4)                        |
| 2005 | 90º (- 2)                        |
| 2006 | 90º (0)                          |
| 2007 | 85º (+ 5)                        |
| 2008 | 89º (- 4)                        |
| 2009 | 86º (+ 3)                        |
| 2010 | 86º (0)                          |

## Cultura

### Biblioteche
|                         | Biblioteche                                |
| ----------------------- | ------------------------------------------ |
| Brindisi                | Biblioteca Provinciale                     |
| Brindisi                | Biblioteca Arcivescovile "Annibale De Leo" |
| Carovigno               | Biblioteca Comunale "S. Morelli"           |
| Ceglie Messapica        | Biblioteca Comunale "Pietro Gatti"         |
| Cisternino              | Biblioteca Comunale                        |
| Erchie                  | Biblioteca Comunale                        |
| Fasano                  | Biblioteca Comunale "Ignazio Ciaia"        |
| Francavilla Fontana     | Biblioteca Comunale "G. Calò"              |
| Latiano                 | Biblioteca Comunale "G. De Nitto"          |
| Mesagne                 | Biblioteca Comunale "Ugo Granafei"         |
| Oria                    | Biblioteca Comunale "De Pace Lombardi"     |
| Oria                    | Biblioteca Diocesana                       |
| Ostuni                  | Biblioteca Comunale "F. Trinchera"         |
| San Pancrazio Salentino | Poli Officine Culturali                    |
| San Pietro Vernotico    | Biblioteca Comunale "G. Melli"             |
| San Vito dei Normanni   | Biblioteca Comunale "Giovanni XXIII"       |
| San Vito dei Normanni   | Biblioteca Pubblica "San Benedetto"        |
| Torchiarolo             | Biblioteca Comunale                        |
| Villa Castelli          | Biblioteca Comunale                        |

### Università e istruzione
Le principali università sono collocate a Brindisi: sono le sedi distaccate dell'Università di Bari e dell'Università del Salento. Inoltre, a Mesagne, a poca distanza dalla SS7 è stata istituita la Cittadella della Ricerca, centro di ricerche e polo universitario in cui vi prendono parte varie aziende e l'Università del Salento. Simile alla Cittadella è il CIASU (Centro Internazionale Alti Studi Universitari), grande stabilimento universitario nato a Fasano con lo scopo di contribuire con le università, le imprese, i Centri di ricerca e gli enti locali allo sviluppo del territorio attraverso ricerche e sperimentazioni nei campi di grande interesse scientifico e didattico.
Gli istituti di istruzione secondaria superiore si concentrano maggiormente, oltre che nel capoluogo, nei comuni più grandi della provincia come Ceglie Messapica, Fasano, Francavilla Fontana, Ostuni e Mesagne.

### Musei
Tra i musei principali della provincia:

#### Musei a Brindisi
- Museo archeologico provinciale Francesco Ribezzo[83]: prende il nome dall'omonimo archeologo e glottologo (1875-1952). Si trova a Brindisi in piazza Duomo e dispone di numerosi e ampi locali: conserva vasi attici di notevole interesse, i famosi Bronzi di Punta del Serrone e altri oggetti che risalgono dal periodo preistorico a quello medioevale.
- Museo diocesano Giovanni Tarantini[84]: è di recente istituzione e accoglie reperti prevalentemente del periodo medioevale e alcune tele databili dal XVI al XVIII secolo.
- Museo etnico della civiltà salentina: accoglie reperti della civiltà contadina del Salento, realizzati in legno o in pietra: orci, aratri, mulini ed altri oggetti agricoli.

#### Musei in provincia

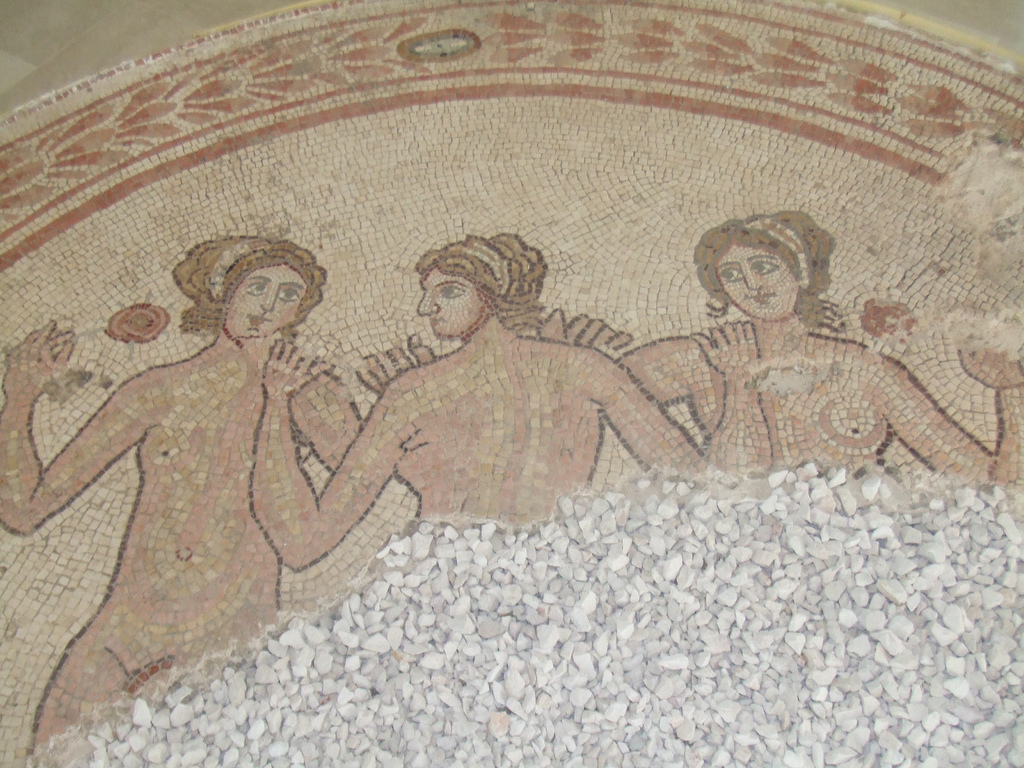
Mosaico romano presente all'interno del Museo archeologico nazionale di Egnazia

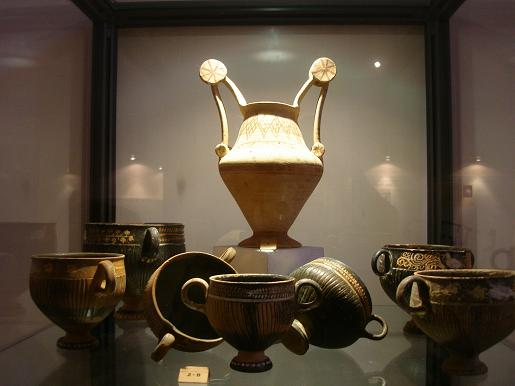
Ceramica Messapica, Centro documentazione messapica Oria

- Pinacoteca "Emilio Notte" a Ceglie Messapica: aperta nel 1977[85] ha sede presso una delle ali Castello Ducale, conserva le opere del pittore locale Emilio Notte (1891-1982), coautore del Manifesto futurista del 1917[86].
- MAAC (Museo Archeologico e di Arte Contemporanea) di Ceglie Messapica, in una struttura su due livelli, ospita al primo livello la mostra Messapica Ceglie dove sono presenti alcuni dei reperti archeologici, individuati nel territorio cittadino, che spaziano dalla Preistoria all'età ellenistica corredati da documentazioni e cartografie[87] e al secondo mostre e laboratori di Arte Contemporanea.
- Museo archeologico nazionale di Egnazia a Fasano: si sviluppa in vari padiglioni e conserva principalmente reperti databili all'età del bronzo ed al periodo greco e romano[88].
- Museo dell'Olio di Oliva a Fasano: situato presso la Masseria di S.Angelo de' Graecis, conserva macchinari, attrezzi e oggetti che raccontano la storia della produzione dell'olio di oliva[89].
- Museo della manovella a fasano: situato nello zoo safari Fasanolandia, è una collezione privata che raccoglie gli attrezzi usati anticamente dagli artigiani per realizzare le loro opere[90].
- Museo del sottosuolo a Latiano: trasferito nel 1993 da Taranto a Latiano, offre una panoramica generale su come è composto il sottosuolo sotto il profilo geologico, paleontologico e biologico[91].
- Museo delle Arti e Tradizioni a Latiano: situato nel centro storico, è stato inaugurato nel 1974 a cura della Pro Loco di Latiano. Espone vari oggetti usati anticamente dai contadini nell'ambiente casalingo, artigianale e agricolo[92].
- Museo Archeologico "Ugo Granafei" a Mesagne: situato nel castello normanno-svevo, ospita corredi funebri, tombe, vasellame, risalenti al periodo greco, messapico e romano[93].
- Centro di documentazione messapica a Oria: è il più importante museo nella cittadina, situato sotto il piazzale della basilica cattedrale. Accoglie reperti provenienti dalle campagne di scavo effettuate nel territorio comunale e nella città stessa. Vi sono custoditi all'interno corredi funebri, tombe, vasi aventi una datazione che oscilla tra il IV secolo a.C. fino all'età imperiale romana.
- Museo di arte sacra "Cavaliere-Argentiero" a Mesagne è posto nell’affascinante Piazza Orsini in cui sorgono i monumenti più importanti della città: il castello Normanno Svevo, la chiesa di Sant’Anna, palazzo Cavaliere, il giardino della chiesa Matrice. La piazza costituisce il cuore pulsante della città e ospita quasi tutte le rassegne culturali e di spettacolo.[Chiarire la rilevanza con fonti attendibili]
- Collezione "Martini Carissimo" a Oria: è esposta nella sala delle civiltà pre-classiche del Castello Svevo ed ospita reperti messapici, una pinacoteca, mobili, armi, monete e resti architettonici di epoca romana e medioevale[94].
- Museo archeologico "Francesco Milizia" a Oria: situato nel complesso del santuario di San Cosimo alla Macchia, ospita reperti del IV-II secolo a.C., in particolare arredi e corredi tombali[95].
- Museo didattico zoologico a Oria: è un museo naturalistico, anch'esso situato nel complesso del santuario di San Cosimo, attiguo allo zoo, espone vari animali impagliati ed imbalsamati, diversi crani e pelli conciate[96].
- Raccolta "Kalefati" a Oria: ubicata in piazza Cattedrale, espone materiale ecclesiastico ed una sezione dedicata all'archeologia classica[97].
- Museo di civiltà preclassiche della Murgia Meridionale a Ostuni: situato in via Cattedrale, è stato aperto nel 1989. Inizialmente esponeva reperti archeologici risalenti all'età preistorica e messapica rinvenuti solo nel territorio ostunese, ma, dopo l'avvio di numerosi altri scavi tutt'attorno, ha accolto anche reperti provenienti da comuni limitrofi[98].
- Museo della civiltà rurale a San Vito dei Normanni: aperto nel 2001 dal GAL Altosalento, raccoglie utensili utilizzati da contadini, calzolai, artigiani, fabbri, che testimoniano la quotidianità della vita rurale dal XVIII secolo alla prima metà del XX[99].
- Museo diffuso Castello d'Alceste a San Vito dei Normanni: si tratta del secondo ecomuseo istituito in Puglia, dopo quello di Cavallino. Posto su un'altura nel territorio comunale di San Vito dei Normanni, ospita un sito archeologico (resti di un villaggio datato alla seconda metà dell'VIII secolo a.C.) e offre alcuni scorci del territorio pugliese[100].
- Museo Archeologico Comunale di Pezza Petrosa a Villa Castelli: aperto al pubblico il 24 maggio 2009, espone i reperti ritrovati durante due campagne di scavo nel 1989 e nel 1990, che hanno portato alla luce una necropoli (Pezza Petrosa) con trentatré tombe intatte contenenti reperti databili dal periodo neolitico al 600 d.C. Nel museo si possono ammirare vasi, corredi funebri, lastroni di copertura delle tombe e utensili vari, in gran parte provenienti dalla necropoli[101].

### Media

#### Stampa
Per quanto riguarda la stampa, le principali redazioni hanno tutte sede nella città capoluogo. È presente La Gazzetta del Mezzogiorno, con la redazione della Gazzetta di Brindisi, che tratta esclusivamente la cronaca della provincia, il Nuovo Quotidiano di Puglia e BrindisiReport, anch'essi con redazione provinciale, ed i quotidiani BrindisiSera e Senza Colonne. Vi sono anche altri quotidiani, settimanali e periodici, con sede nei rispettivi comuni, che trattano solo la cronaca comunale.

#### Radio
Le principali emittenti radiofoniche provinciali sono CiccioRiccio, ascoltata in quasi tutto il sud Italia e con sede a Brindisi, e 4º Canale Radio, ascoltata principalmente entro i confini provinciali e con sede a Francavilla Fontana.

#### Televisione
Tra le numerose emittenti televisive con sede in provincia, spiccano per popolarità Puglia TV, Studio 100 Tv, Telerama, Puglia Channel (canale dalla piattaforma Sky), quasi tutte con sede distaccata a Brindisi, e TRCB, con sede centrale a Ostuni.

### Teatro

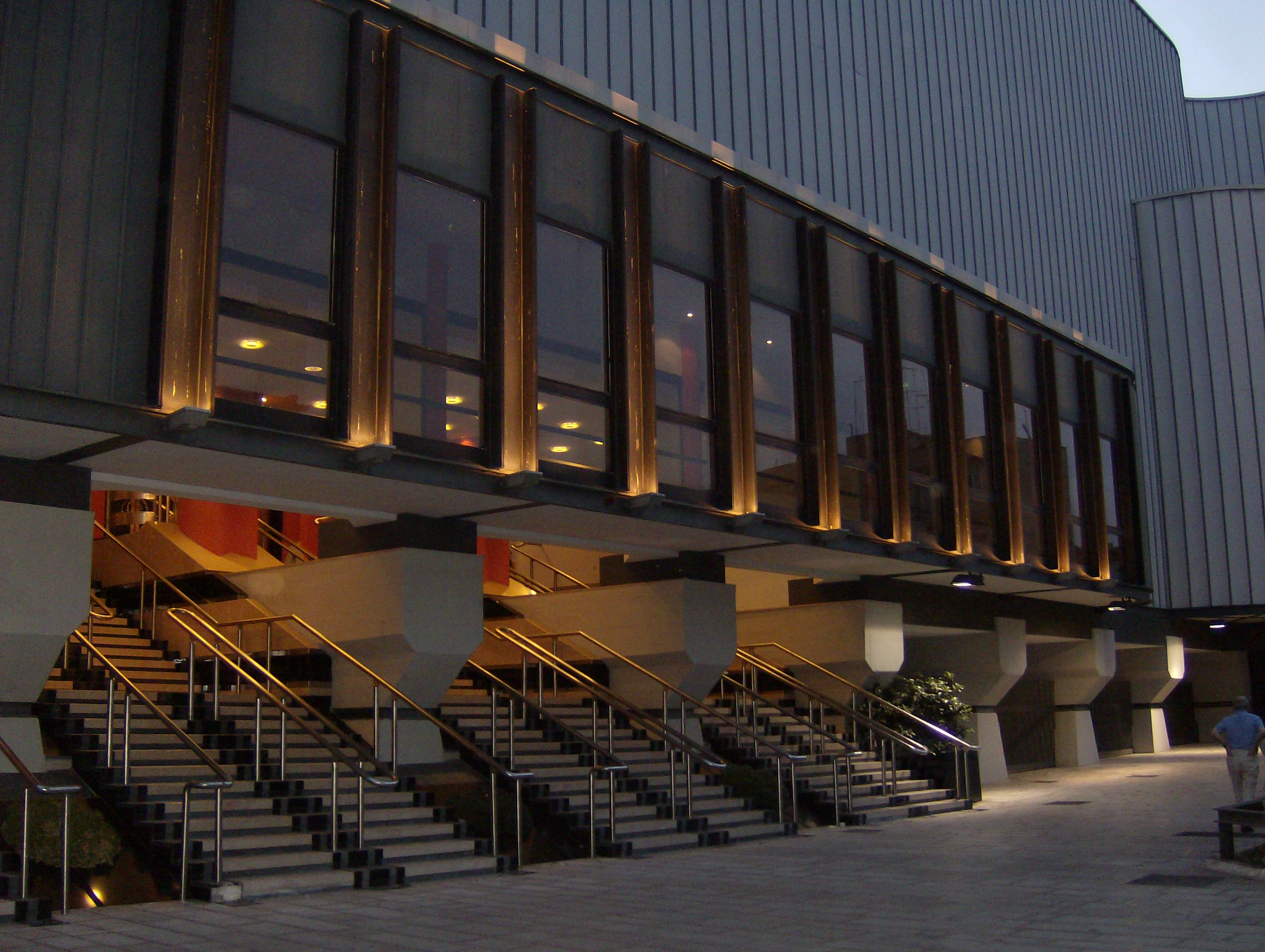
Teatro "Giuseppe Verdi" a Brindisi

Il più importante teatro a livello provinciale è il Teatro "Giuseppe Verdi", situato a Brindisi; è uno dei più grandi teatri del Mezzogiorno, e può contenere 995 spettatori (658 in platea e 337 in galleria). Al di sotto del teatro sono state scoperte costruzioni d'epoca romana, ancora oggi visibili grazie all'intervento dell'architetto Enrico Nespega, che rialzò il teatro al di sopra degli scavi archeologici (da qui è nato anche il nome di "Teatro sospeso").
Nel resto della provincia vi sono altri teatri di dimensioni notevolmente inferiori.

### Cinema
La provincia di Brindisi,ed in particolare Mesagne, è stata più volte scelta come set cinematografico, in particolar modo nei film di Sergio Rubini. Tra i più noti film e serie televisive girate in questo territorio, vi sono La terra, del 2006, 2061 - Un anno eccezionale, del 2007, L'uomo nero, del 2009, e Il giudice Mastrangelo, fiction di Canale 5.

### Cucina
La cucina di tutta la provincia di Brindisi è lagata alla tradizione agricola e peschereccia, molto rinomata è la città di Ceglie Messapica che vanta un'affermata tradizione gastronomica grazie ai numerosi ristoranti, molti dei quali sono di notevole caratura e annoverati dalle migliori guide gastronomiche. Molti piatti, infatti, sono insaporiti dalle spezie e dalle erbe che crescono spontaneamente sul territorio (come il rosmarino, il timo, ecc.).

#### Paste fresche, prodotti della panetteria, pasticceria, confetteria

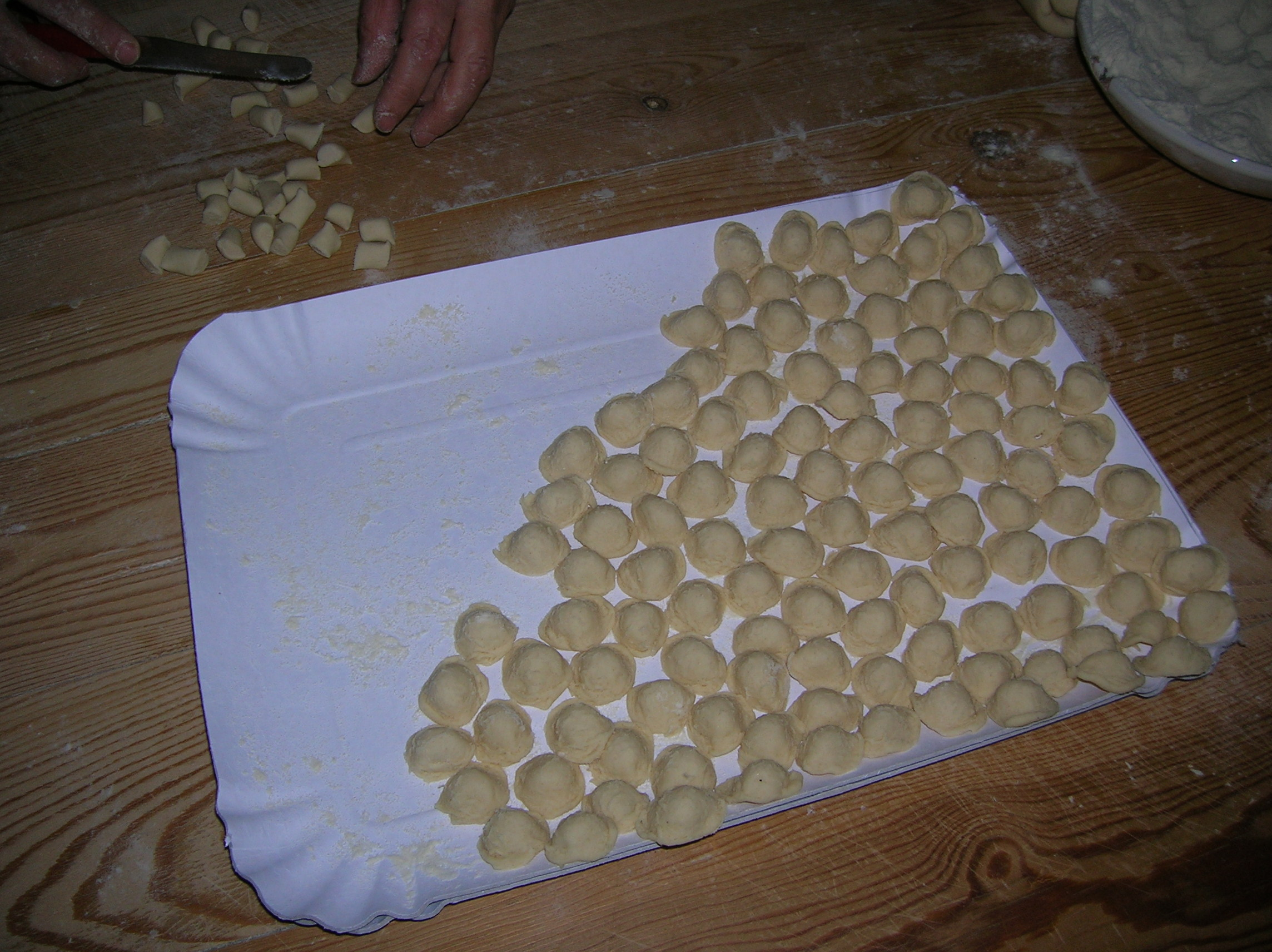
Orecchiette

In tutta la provincia la pasta per eccellenza sono le orecchiette. Inoltre ci sono anche altri tipi di pasta anch'essi usati nelle ricette locali tipo i cavatelli con le cime di rape o i ravioli con ripieno di ricotta. Nelle panetterie, oltre al pane di grano duro, ogni giorno si sfornano i tipici taralli pugliesi, i panini con olive dentro e le friselle.
Tra i dolci troviamo le cartellate, nastri di sottile pasta sfoglia, tipiche del periodo natalizio; ci sono inoltre le zeppole, fritte o al forno, la pasta di mandorla e i biscotti cegliesi tipici di Ceglie Messapica a base di pasta di mandorle e marmellata di ciliegie o uva, con fragranza di limone e caffè, ricoperti di una glassa a base di zucchero e/o cacao. Infine, prodotte solo nel territorio di Francavilla Fontana, troviamo le mandorle ricce, prodotto tradizionale pugliese: si tratta di mandorle dure incamiciate di zucchero, arricciate grazie ad un continuo movimento oscillatorio ed infine glassate.

#### Prodotti vegetali, allo stato naturale o trasformati
Tra i prodotti vegetali troviamo i fichi secchi, fatti essiccare al sole e poi scottati in acqua bollente e cosparsi di zucchero. Altre specialità sono i lampascioni, le melanzane ed i carciofi sott'olio, i pomodori secchi al sole, la salsa di pomodoro e il rinomato olio Collina di Brindisi DOP. Viene prodotto soprattutto nei territori di Carovigno, Ceglie Messapica, Cisternino, Fasano, Ostuni, San Michele Salentino, San Vito dei Normanni e Villa Castelli. In questi territori passa la strada dell'olio, percorso enogastronomico che porta alla riscoperta del vero gusto dell'olio.

#### Vino

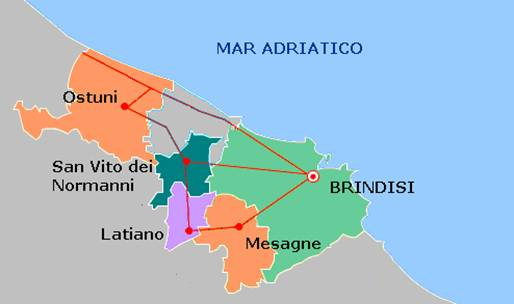
I comuni membri dell'Appia dei vini

Nella provincia di Brindisi è possibile produrre Aleatico di Puglia Doc, Ostuni Doc, Brindisi Rosso DOC, Brindisi Rosato DOC e Puglia Igt.
Anche per il vino è stata ideata la Strada Appia dei vini, che passa attraverso i territori di Ostuni, San Vito dei Normanni, Latiano, Mesagne e Brindisi, in cui è possibile vedere vitigni indigeni come la Malvasia nera di Brindisi, il Sangiovese, il Negroamaro, l'Ottavianello di Ostuni ed il Susumaniello.

### Eventi

#### La Scamiciata
La Scamiciata è una rievocazione storica che si tiene a Fasano in ricordo della vittoria contro i Turchi nel 1678. Dopo essere stata abbandonata nel XIX secolo, nel 1978 la tradizione è stata ripresa da un gruppo di cittadini che hanno costituito il "Comitato per il Giugno Fasanese", e che hanno organizzato un Corteo Storico. Il corteo è composto da numerosi figuranti (che indossano rigorosamente i vestiti dell'epoca) e si apre con un gruppo di sbandieratori seguiti da trombe, tamburi e bandiere. Seguono i gruppi che rappresentano le famiglie nobili dell'epoca (ognuna con il proprio stendardo) e, dopo, le autorità civili, religiose e militari del tempo nelle loro uniformi, a bordo di carrozze d'epoca, tirate da cavalli. Vengono dietro gli armati, gli alabardieri, tra cui avanzano i Turchi, e infine il popolo nel suo tipico costume tradizionale che esegue canti e danze intorno alla barca del trionfo.
Il Corteo si conclude con la consegna delle chiavi della Città alla Madonna da parte del giovane che impersona il General Sindaco, presso la sacra immagine esposta in piazza Ciaia.

#### Fasano Jazz
Fasano Jazz è una manifestazione musicale, inaugurata nel 1998, che si tiene solitamente in concomitanza con La Scamiciata. Questa manifestazione ha lo scopo principale di valorizzare il talento di giovani musicisti emergenti della Musica Jazz.

#### Cavalcata di Sant'Oronzo ad Ostuni
La cavalcata di Sant'Oronzo è un evento tipico, che avviene nel 26 agosto di ogni anno. La festa attira turisti da tutta Italia, famosa per la cavalcata, ed i fuochi. I cavalli sono decorati con tessuti pregiati e vengono cavalcati dai capostipiti delle più antiche famiglie ostunesi. I fuochi di Sant'Oronzo sono particolarmente seguiti, per la loro bellezza. Vengono sparati dal campo foro boario e la gente per contemplarli si riversa sul Viale Oronzo Quaranta. Ostuni nel periodo di sant'Oronzo si riempie di fiere, bancarelle con prodotti tipici e servizi di catering. La cavalcata parte dalla Cattedrale, ove viene portata in processione la famosa Statua di Sant'Oronzo, fino al centro della città. Alla fine la statua verrà rimessa al suo posto e verrà ripresa solo nella prossima cavalcata.

### Un'emozione chiamata LIBRO
Un'emozione chiamata libro è la punta di diamante della ricca programmazione culturale dell'estate di Ostuni. Nel 2013 si terrà la XVII edizione. Si tratta di una conferenza, che si tiene ogni anno nel cortile del Municipio della città bianca, dove vengono invitati autori di rilievo di vari libri, che vengono commentati e presentati. Personalità come Roberto Saviano o Serena Dandini sono spesso ospiti di questa manifestazione culturale di rilevazione nazionale.

#### Settimana Santa di Francavilla Fontana

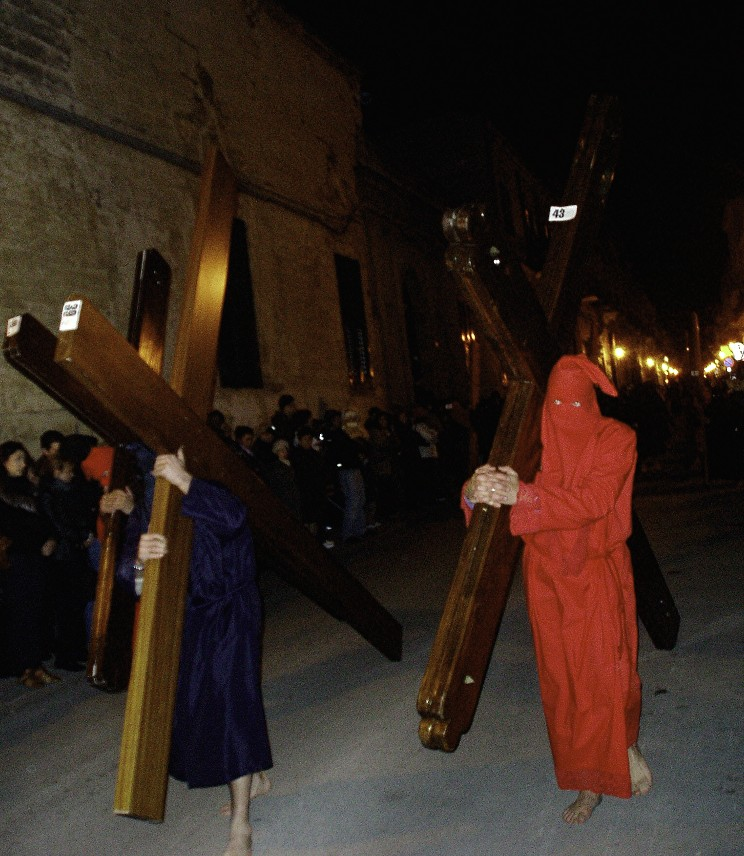
Crociferi

I riti che si susseguono durante la Settimana Santa a Francavilla Fontana vantano origini antiche, risalenti alla dominazione spagnola in Italia meridionale. Tradizioni molto sentite anche da parte della popolazione, questi riti si aprono il venerdì che precede la Domenica delle Palme con la processione della Madonna Addolorata. Il mercoledì è la volta dei "piatti", cestini addobbati con germogli di grano che vengono portati in giro per la città dai bambini: anticamente era un segno di riappacificazione tra famiglie o amici. Dal Giovedì santo alla mattina del Venerdì i Pappamusci, caratteristiche figure incappucciate (in modo da non farsi riconoscere), con un cappello in testa e con il tipico bordone, volendo espiare i peccati commessi, girano in coppia per le chiese della città scalzi. La sera del venerdì Santo e per tutta la notte sfila per le vie della città la processione dei Misteri, che ripercorre tutte le tappe della Via Crucis. La processione avviene in modo lento ed il silenzio è interrotto solo dal rumore della "troccola". Una della caratteristiche di questa processione sono i "Crociferi": penitenti, anch'essi scalzi ed incappucciati, che, seguendo l'esempio di Gesù, portano per tutta la durata della processione una grande croce di legno sulle spalle. A chiudere i riti della Settimana Santa è la processione del Cristo Risorto, che esce la domenica di Pasqua. Quasi tutte le statue che sono portate in spalla durante le processioni sono realizzate in cartapesta policroma e sono databili all'Ottocento.

#### Fiera Nazionale dell'Ascensione
La Fiera Nazionale dell'Ascensione, terzo polo fieristico regionale dopo Bari e Foggia, è un'esposizione campionaria che si svolge a Francavilla Fontana, nel quartiere fieristico. Ideata già nel 1700 come esposizione di prodotti agricoli da Michele Imperiali, fu via via abbandonata per poi essere ripresa nel 1926 dal podestà Pompeo Pisciotta. Oggi la fiera si sviluppa in vari settori (gastronomia, artigianato, industria, ecc.) e attrae aziende da molte parti d'Italia.

#### Torneo dei rioni di Oria

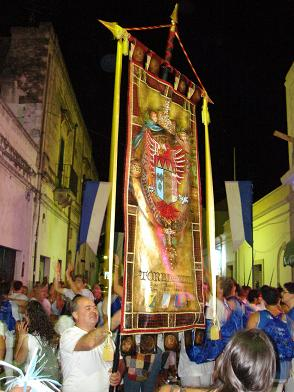
Il palio del 2006 portato in trionfo dai contradaioli del rione Giudea

Il Torneo dei rioni di Oria è una competizione che si svolge dal 1969 (durante la seconda domenica di agosto) tra i vari rioni della città di Oria. La tradizione vuole che il Torneo dei Rioni sia stato ideato da Federico II nel 1225 in attesa della moglie Jolanda di Brienne, perciò oggi la competizione si basa su diverse gare in stile medioevale (l'ariete, il ponte, la pertica, la botte ed il forziere) ed i partecipanti indossano anch'essi abiti medioevali. Il rione che ottiene più punti vince il palio, consegnato direttamente dall'imperatore (impersonato da personaggi famosi).

#### Barocco Festival di San Vito dei Normanni
Il Barocco Festival è una manifestazione musicale che si tiene a San Vito dei Normanni solitamente tra agosto e settembre. È nata nel 1997 per ricordare il musicista sanvitese Leonardo Leo e attrae musicisti e appassionati di musica barocca.

#### Altri eventi
In provincia si svolgono numerose altre manifestazioni durante tutto l'anno:
|                         | Manifestazioni |
| ----------------------- | --- |
| Brindisi                | Expocomics, Torneo della Civetta, Festival regionale del Talento |
| Carovigno               | Battitura della 'Nzegna, Madonna di Belvedere, Boccon Divino |
| Ceglie Messapica        | Ceglie Food Festival, CegliJazz Open Festival, Festa di Sant'Antonio da Padova, Festa di San Rocco, Festa Sant'Anna, Festa San Lorenzo, Festival dei Giochi e delle Tradizioni                                                                                             |
| Fasano                  | Cronoscalata "Fasano-Selva", Presepe Vivente di Pezze di Greco, La notte bianca, Mostra dell'Artigianato, Stella sulla grotta, Fasanomusica, Fasanfestival |
| Francavilla Fontana     | Notte degli Imperiali (notte bianca), Corteo Storico, Notte di San Giovanni, Festa della Madonna della Fontana |
| Latiano                 | Sagra ti li Stacchioddi, Fiera di ottobre |
| Mesagne                 | Mesagne in Moda & show, Fashion Mesagne, Children's World, Grande Salento in vetrina, Mercatini natalizi, Sagre di diversi prodotti, Presepe vivente, Notte rosa |
| Oria                    | Campionato degli Sbandieratori Categoria A1, Cena Medievale |
| Ostuni                  | La cavalcata di Sant'Oronzo, Moda a 5 stelle a Rosamarina, Sagra dei vecchi tempi, La notte bianca, Pellegrinaggio Santuario San Biagio, Notte di San Giovanni, Festival internazionale degli Artisti di Strada, Un Emozione chiamata Libro, Giro-Gola, Mercatini Natalizi |
| San Michele Salentino   | Sagra del Fico Mandorlato |
| San Pancrazio Salentino | Focara di Sant'Antonio, Carnevale sampancraziese, Riti della Settimana Santa, Fiera di San Pancrazio, Palio della Civetta, Estate sampancraziese, Notte bianca, Sagra del pizzo all'ampa, Sagra dei funghi, Natale sampancraziese                                          |
| San Vito dei Normanni   | La Desolata, Palio, Ballo di San Vito, Focara dell'Epifania |
| Torchiarolo             | Festa della Madonna di Galeano, Festa patronale del Crocefisso e la processione a mare della Beata Vergine Maria Assunta. |
| Villa Castelli          | Fiera Autunnale, Misteri, Presepe Vivente della gravina, Maggio della Madonna Odigitria, Giornata degli Studenti, Estate Castellana |

## Economia

### Agricoltura, pesca e allevamento

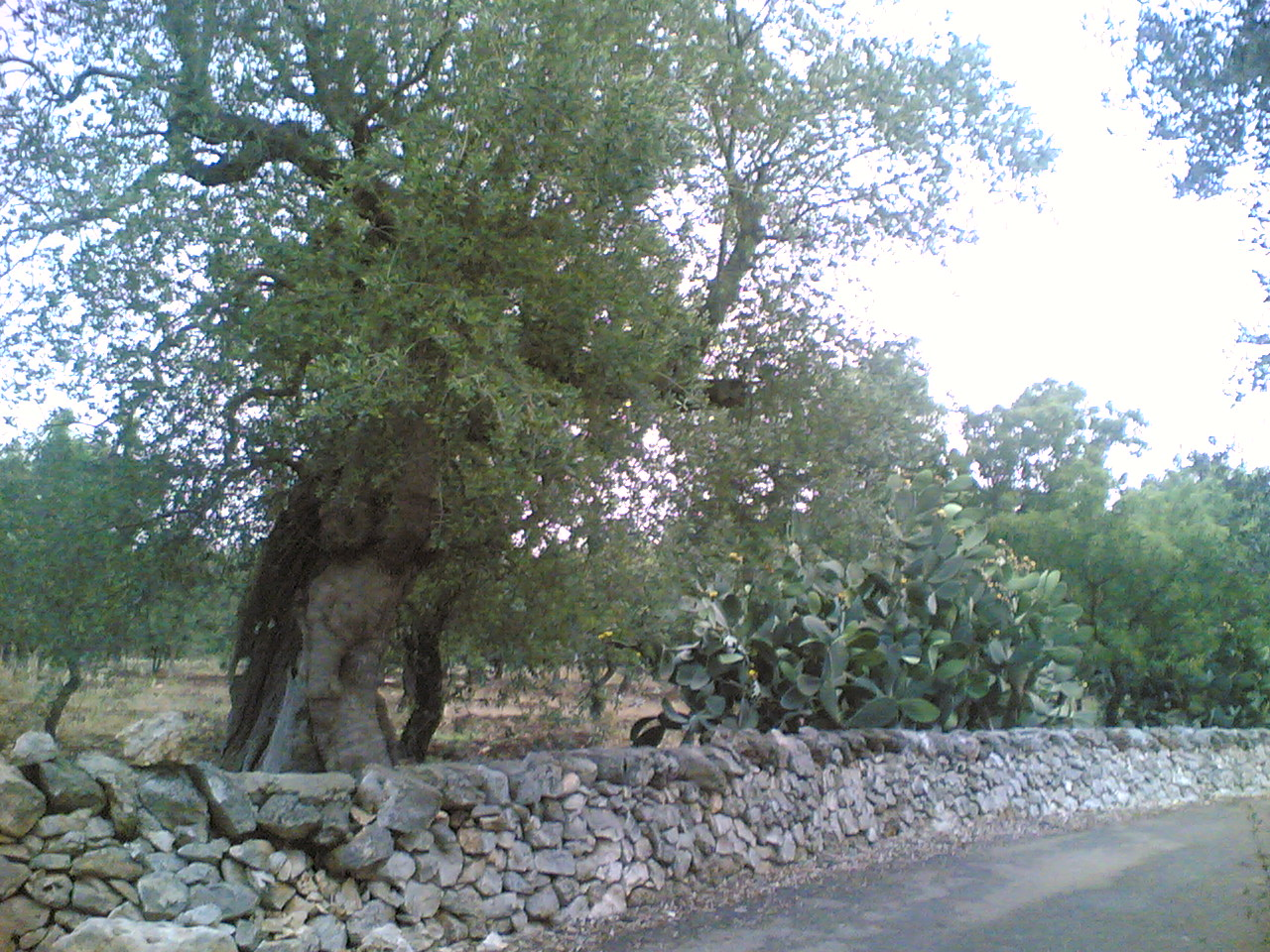
Tipico ulivo della campagna brindisina

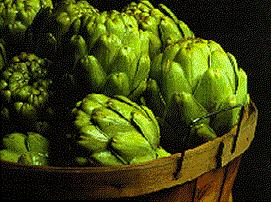
Il carciofo, un tipico prodotto della campagna brindisina

Tutta la provincia rappresenta un territorio storicamente vocato al settore agricolo, con una superficie adibita a produzione agricola di 131.481 ettari, che riesce a raggiungere mediamente una Produzione Lorda Vendibile di 339 milioni di euro, contribuendo in maniera determinante all'economia dell'intera regione. Tra le coltivazioni dominano l'olivo, circa 60 000 ettari di oliveti con piante secolari che assumono forme uniche e particolari, un patrimonio di assoluto valore paesaggistico, e i vigneti (25 000 ettari) con le uve tipiche come il Negroamaro o la Malvasia, dal quale si producono vini a Denominazione di Origine Controllata. Sulle colline della Valle d'Itria, non mancano i mandorleti, mentre in pianura i pescheti si alternano agli altri frutteti. Numerose e differenti coltivazioni ortive di qualità, come il pomodoro, il carciofo, i cereali, e le angurie. Da questi nascono gli originali piatti della gastronomia locale, genuina e profumata.
Le aziende agricole iscritte nel registro della Camera di Commercio di Brindisi sono 13.768, mentre 1.861 sono le aziende di coltivatori diretti iscritte all'INPS.
Anche il patrimonio zootecnico è consistente con 400 imprese che allevano 15 000 capi bovini e 34 000 ovi-caprini.
La pesca, data la mancanza di comuni che si affacciano direttamente sul mare (a parte Brindisi), non ha avuto un grande sviluppo come l'agricoltura.

### Industria
Il piano regolatore dell'Area di Sviluppo Industriale di Brindisi, la prima ad essere istituita in Puglia insieme a quella di Taranto, prevede un agglomerato industriale principale a Brindisi, e tre agglomerati satelliti a Fasano, Ostuni e Francavilla Fontana.
Fino a poco tempo fa in provincia risultavano disponibili oltre 1.000 ettari per nuovi insediamenti industriali. La buona dotazione infrastrutturale, inoltre, rende Brindisi e tutto il territorio provinciale adatto ad accogliere nuovi insediamenti industriali e commerciali.
Nel capoluogo si concentrano numerosi grossi impianti industriali attivi nei settori del chimico, del petrolchimico, dell'energia e dell'aeronautica (con gli impianti industriali dell'Alenia Aeronautica, Avio e Agusta). Negli agglomerati industriali satelliti, invece, si sono sviluppate piccole e medie imprese attive nei settori del tessile, della meccanica leggera, dell'abbigliamento e altro, che offrono lavoro anche agli abitanti dei centri più piccoli, dove le aziende sono per la maggior parte di trasformazione agricola.
Per quanto riguarda l'industria alimentare, dal 1991 è cresciuta particolarmente la dimensione media in addetti, con un incremento del 19,5% nella lavorazione e conservazione di frutta e ortaggi e del 6,2% nel comparto vitivinicolo.

#### Energia
La provincia di Brindisi è una delle maggiori produttrici di energia elettrica in Italia, grazie alla presenza di tre grandi centrali elettriche, tutte collocate a Brindisi:
- Centrale Enel Federico II: entrata in servizio tra il 1991 ed il 1993, è la più grande centrale elettrica in Italia, con una capacità totale di 2.640 MW installati[124].
- Centrale Edipower di Brindisi: centrale a carbone che ha una potenza di 1.280 MW[124].
- Centrale EniPower di Brindisi: centrale termoelettrica a ciclo combinato con una potenza di 1.170 MW[124].

Nel campo delle energie rinnovabili, la provincia detiene uno dei più alti tassi di densità di parchi fotovoltaici d'Europa, con una produzione di oltre 700 MW; inoltre sono in progetto, nel territorio comunale di Brindisi, la costruzione di un parco fotovoltaico grande 84343 m² che produrrà un'energia annuale di 15,12 GW orari, diventando di fatto il più grande parco fotovoltaico in Europa e di un rigassificatore che, però, stenta a partire poiché sono in corso indagini sulla valutazione di impatto ambientale ed anche perché, nel 2007, un'operazione giudiziaria ha fatto scattare diversi arresti, avvisi di garanzia e perquisizioni per un'ipotesi di corruzione continuata e aggravata.

### Commercio e servizi
Il commercio è molto sviluppato a Brindisi e nei centri maggiori. In queste aree, infatti, sono sorti numerosi centri commerciali, per la maggior parte succursali di grandi catene commerciali internazionali, anche di grandi dimensioni.
Durante il decennio 1991-2001, in provincia sono aumentati del 38,1% (da 16.784 a 23.186) gli addetti nel settore dei servizi, sia tradizionali che sofisticati (escluso solo il commercio) che comprendono tutte le numerose attività che vanno dai trasporti e dalle comunicazioni al turismo, dal credito e dalle assicurazioni alle libere professioni.

### Turismo

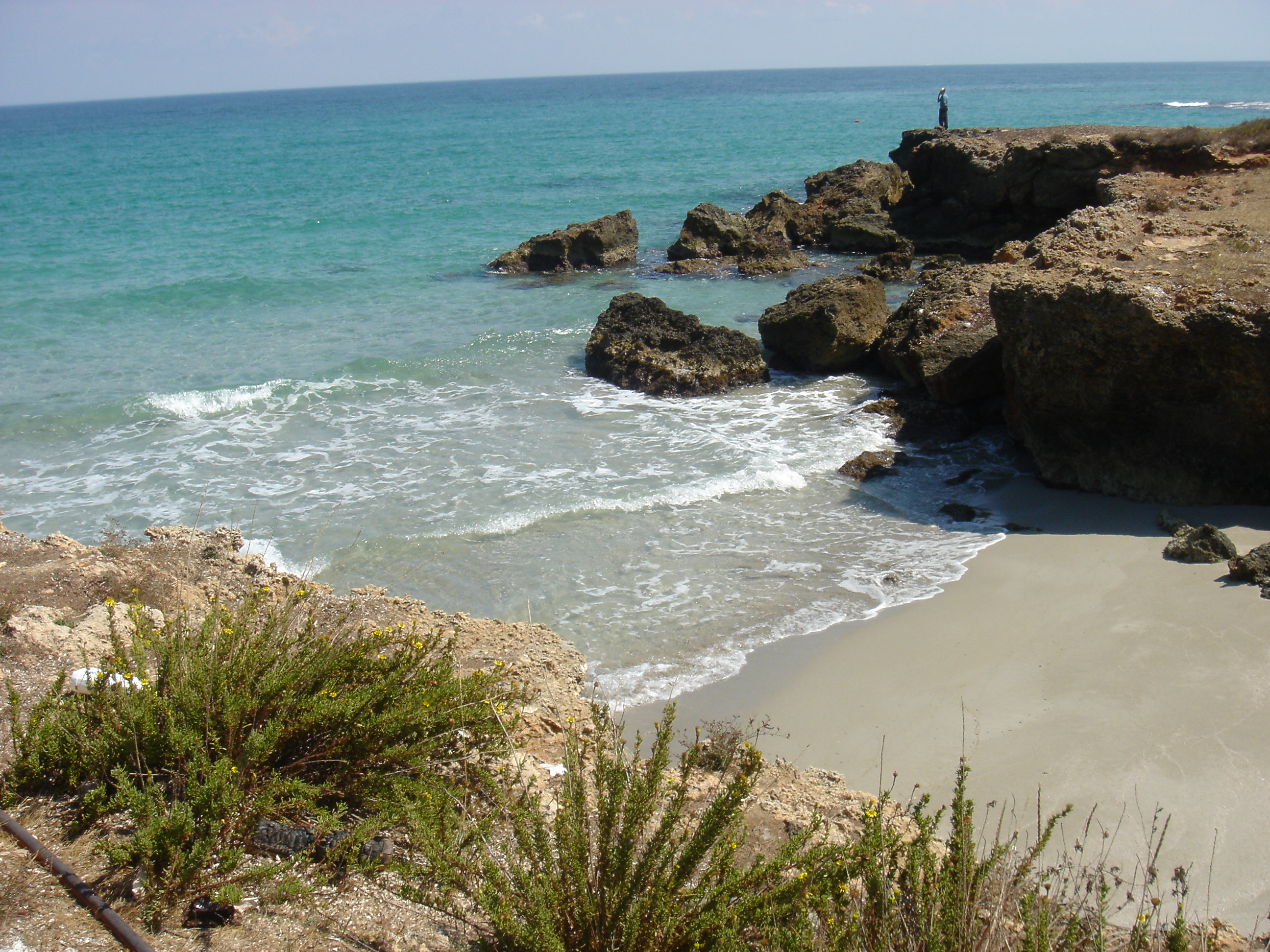
Una caletta di Specchiolla

La costa è sicuramente uno dei punti di forza del turismo della provincia e presenta insediamenti turistici, specie a nord del capoluogo. Una caratteristica è il fatto che la domanda è in gran parte italiana (74%, contro il 26% di quella straniera) e molto stagionale.

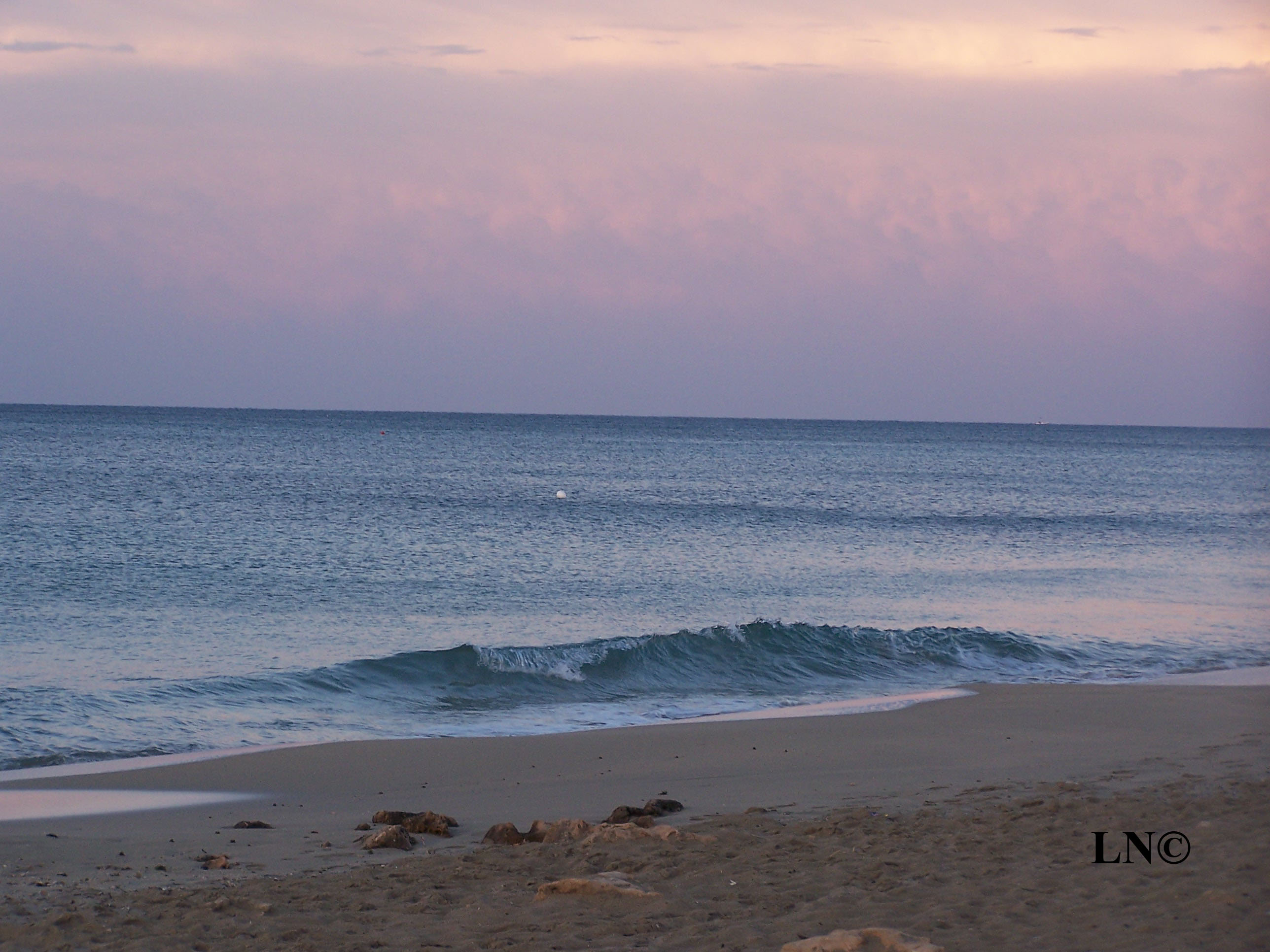
La spiaggia di Rosa Marina

Non mancano zone naturalistiche protette come Torre Guaceto ed il Parco delle Dune costiere da Torre Canne a Torre San Leonardo.
Ostuni rappresenta da decenni il polo turistico principale della provincia. Negli ultimi anni, assieme alla vicina Fasano, la sua economia si è concentrata su un turismo prettamente di lusso, specialmente in strutture ricettive di pregio create all’interno di masserie e palazzi storici. La Città Bianca si riconferma nel 2025 la meta più frequentata della provincia, seguita da Fasano, la quale si piazza anch’essa tra le prime dieci località pugliesi in termini di arrivi e presenze turistiche.
Da circa 5 anni la costa del parco agrario degli ulivi secolari, che comprende i comuni brindisini di Fasano, Ostuni e Carovigno riceve l’assegnazione delle cinque vele di Legambiente.
Negli ultimi anni anche Carovigno, Cisternino, Ceglie Messapica, e soprattutto Mesagne con varie manifestazioni culturali, stanno crescendo in questo settore. Il capoluogo Brindisi svolge il ruolo di tramite che, con il suo porto e il suo aeroporto, rende possibile l'economia turistica, di vitale importanza per questo territorio.
Lungo tutto questo percorso sono stati individuati i resti di ben 431 fortificazioni, tra torri e altri sistemi di avvistamento e difesa della costa.
Testimonianze storiche sono i numerosi castelli, presenti quasi in ogni paese, da quelli importanti nati come poderosi sistemi di fortificazione a quelli realizzati come residenze di alcuni sovrani, ad altri trasformati nel tempo in abitazioni fortificate o palazzi baronali.

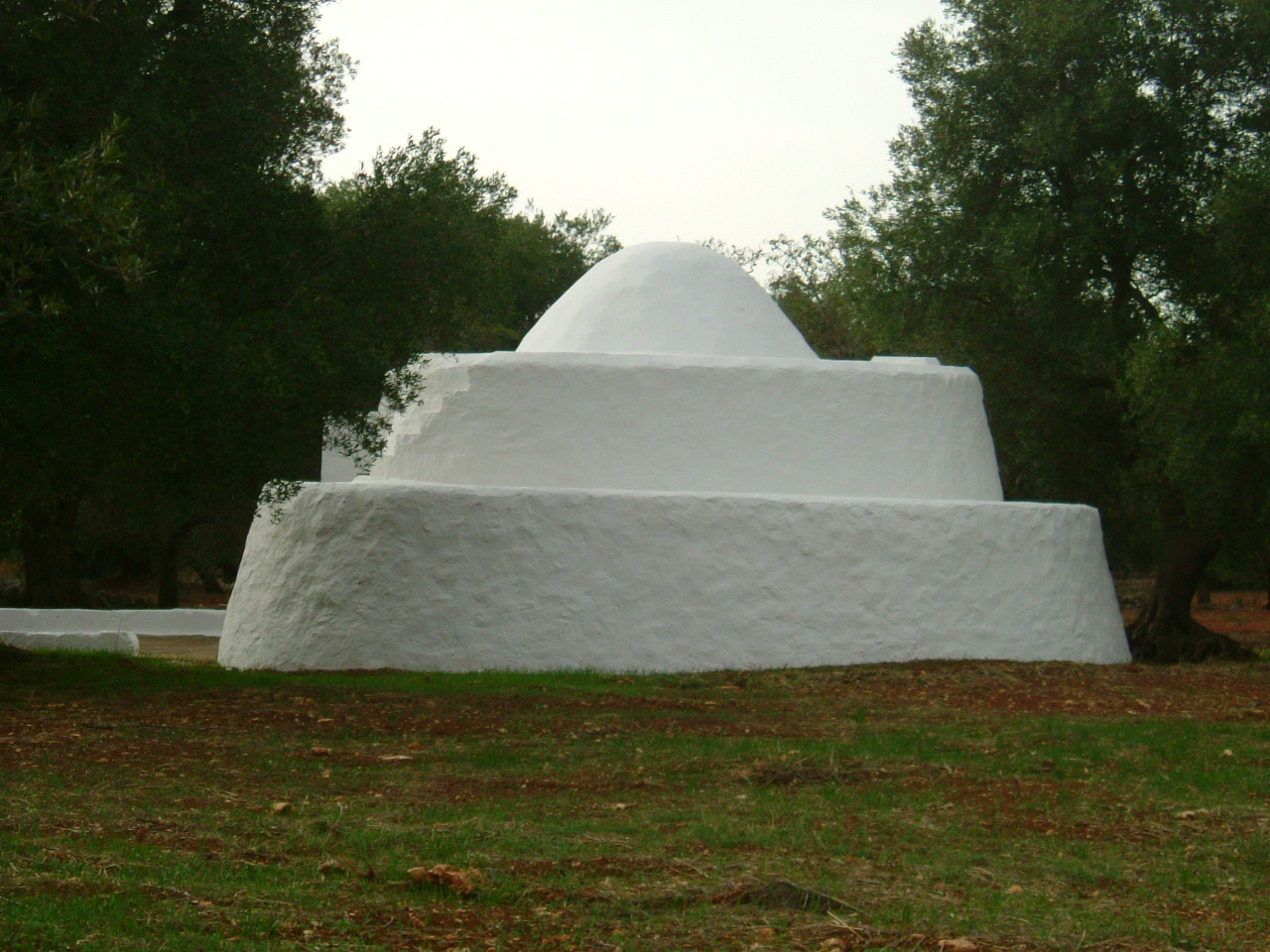
Trullo costruito con la calce bianca

Alle zone coltivate seguono le aree boschive e la macchia mediterranea.
In campagna è facile incontrare insediamenti rupestri, con cripte e tempietti originari del VI secolo ad opera dei monaci basiliani (grotte di San Biagio a San Vito dei Normanni).
Alti cumuli di pietre, che rappresentano le misteriose specchie, installazioni megalitiche nate in epoca remota come torri di avvistamento o come luoghi di sepoltura, spiccano all'improvviso nelle zone tra Francavilla, Villa Castelli e Ceglie.
Aree archeologiche di epoca messapica e romana sono presenti in tutta l'area provinciale, con necropoli, terme, strade, cinte murarie e domus, hanno fornito numerosi reperti (monete, ceramiche, statue) oggi custoditi nei musei. Il museo più importante è il Museo Archeologico Nazionale di Egnazia, situato nel comune di Fasano.
In città come Francavilla Fontana, San Vito dei Normanni, Ceglie Messapica, Cisternino, Mesagne ed Ostuni ci sono importanti esempi di architetture risalenti al periodo romanico e barocco.

## Trasporti e vie di comunicazione
La società STP BRINDISI effettua collegamenti urbani nelle maggiori città della provincia: Brindisi, Ostuni, Francavilla Fontana, Mesagne. Collegamenti extraurbani in tutti i comuni della provincia.

### Strade
La provincia di Brindisi è attraversata da numerose strade provinciali e statali. Il capoluogo è il punto di incrocio tra le tre maggiori arterie stradali della provincia: la Strada statale 7 Via Appia, che collega Brindisi a Taranto, la Strada statale 16 Adriatica, che collega i maggiori capoluoghi della costa Adriatica, tra cui Brindisi, e la Strada statale 613 Brindisi-Lecce, che collega Brindisi a Lecce.

### Ferrovie

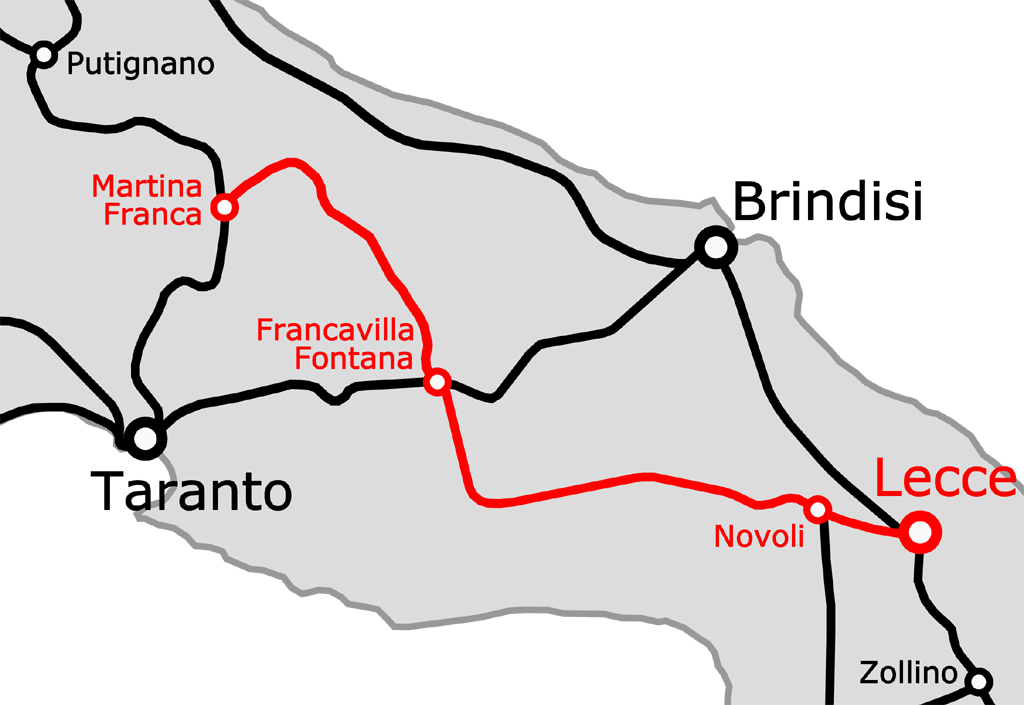
Panoramica delle linee ferroviarie che attraversano la provincia: in rosso la linea Martina Franca-Lecce (delle Ferrovie del Sud Est), in nero (fino a Lecce) le Ferrovie dello Stato

Le principali ferrovie della provincia sono due:
- la linea Bari Lecce, facente parte della Ferrovia Adriatica.
- la linea Taranto-Brindisi

Entrambe le linee sono gestite dalla RFI e si congiungono a Brindisi.
Vi è inoltre un raccordo ferroviario con la zona industriale di Brindisi e il porto mercantile, che facilita le operazioni di carico e scarico della merce.
In alcuni comuni dell'entroterra il servizio ferroviario è garantito dalle Ferrovie del Sud Est, con la linea Martina Franca-Lecce.
La stazione ferroviaria principale della provincia è quella di Brindisi collegamento e baricentro delle due principali direttrici ferroviarie della provincia, quella adriatica e quella che collega il capoluogo con Taranto. La stazione di Francavilla Fontana, invece, è l'unica all'interno della provincia in cui si può effettuare un interscambio tra le Ferrovie del Sud Est e le Ferrovie dello Stato.

### Porti

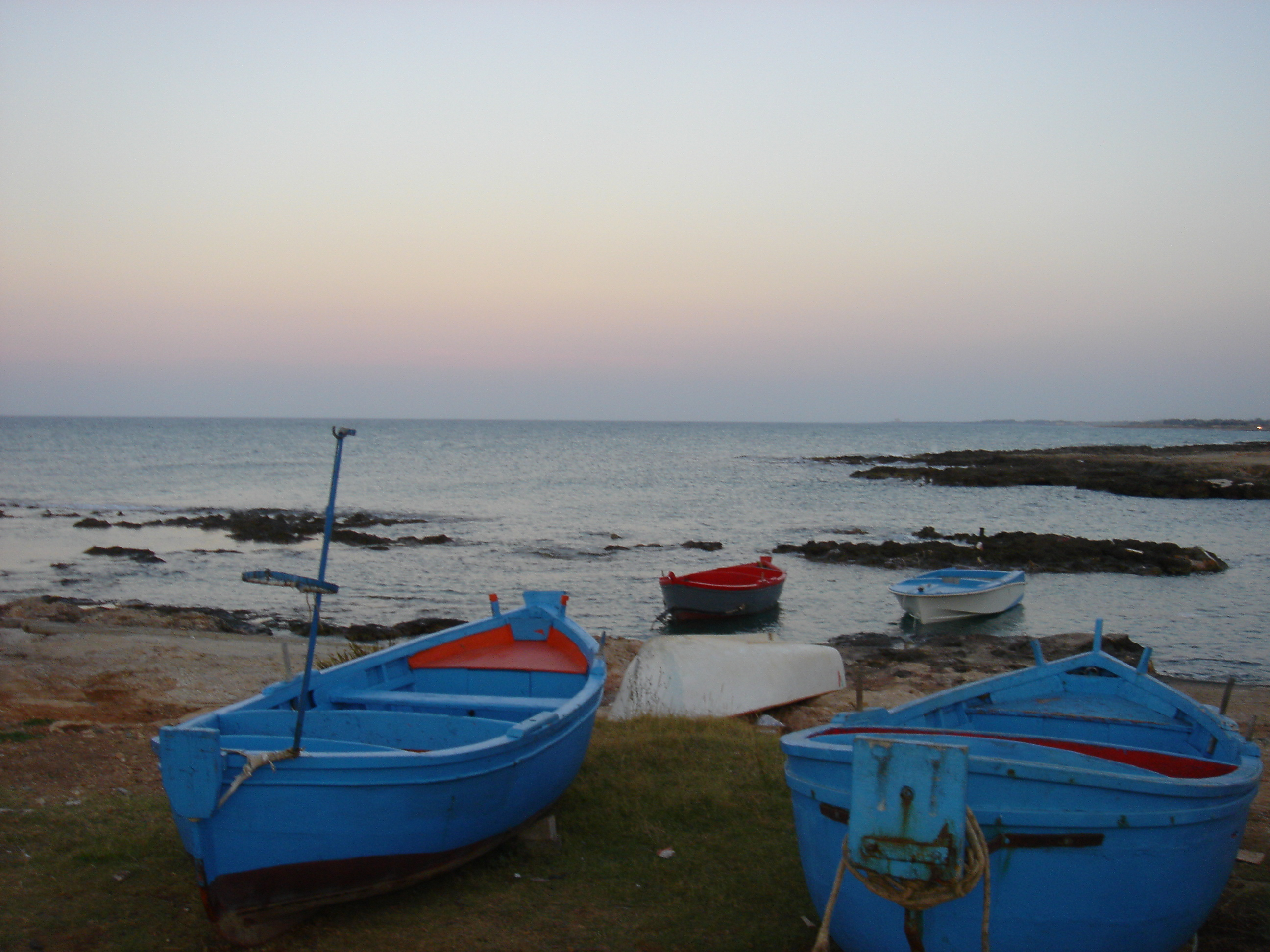
Il porticciolo di Specchiolla

Il porto principale della provincia è quello di Brindisi, mercantile, peschereccio e turistico. Effettua collegamenti principalmente con l'Albania, la Grecia e la Turchia. Per gli scambi commerciali è considerato la Porta d'Oriente.
Altri porti pescherecci e turistici di rilievo si trovano nei territori di Fasano (Torre Canne e Savelletri), Ostuni (Villanova, RosaMarina, Diana Marina, Costa Merlata), Carovigno (Torre Santa Sabina e Specchiolla) e Torchiarolo (Torre San Gennaro).

### Aeroporti

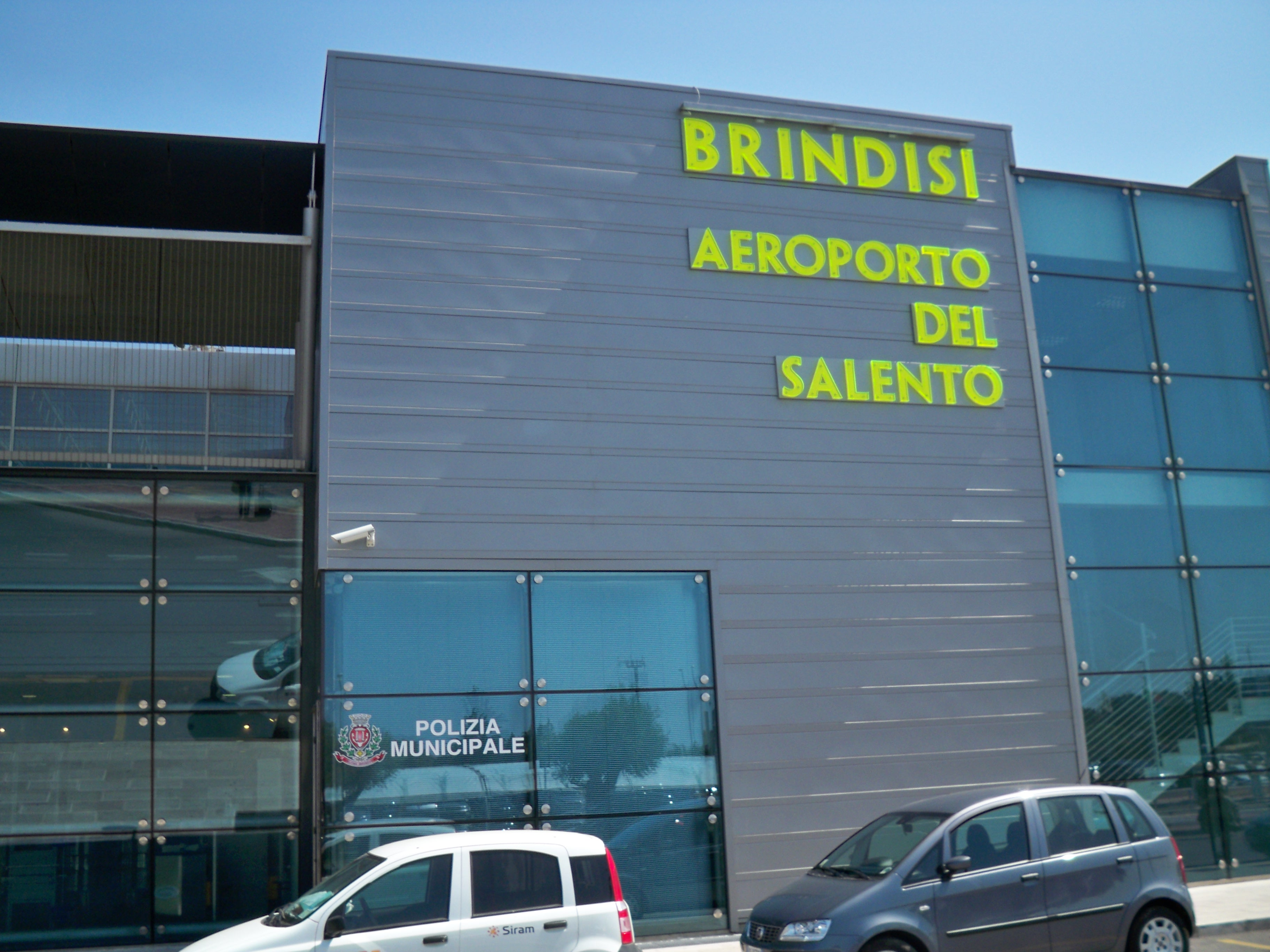
L'interno dell'aeroporto di Brindisi

L'aeroporto di Brindisi (Papola-Casale) ha collegamenti giornalieri con le maggiori città italiane ed europee.
Lo scalo, distante 6 km dal centro cittadino, serve l'intera provincia di Brindisi, quella di Lecce e parte della provincia di Taranto. Nel 2004 sono transitati complessivamente 754.289 passeggeri, sono state imbarcate e sbarcate merci per 805.108 t, vi hanno fatto scalo 9.418 aeromobili. Collegato con le città della provincia attraverso la linea della Pugliairbus, progetto della società Aeroporti Pugliesi.
L'aeroporto è dotato di due piste, una in direzione NW-SE lunga 2.628 m, l'altra in direzione NE-SW lunga 1.970 m.
Attivo già prima della seconda guerra mondiale, l'aeroporto di Brindisi ebbe dal 1928 regolari collegamenti aerei con Valona in Albania cui seguirono quelli, dal 1933, sulla linea Brindisi - Atene - Rodi e Brindisi- Atene - Istanbul. Interrotta nel 1943 per gli eventi bellici, l'attività civile riprese regolarmente nel 1947. Tra il 1960 e il 1970 la seconda pista viene allungata fino ai 2.628 metri attuali. Negli anni ottanta le strutture vengono sostanzialmente modificate con l'edificazione di una serie di edifici, tra cui una caserma dei Vigili del Fuoco ed una struttura per il traffico merci.
Attualmente, la struttura è gestita dalla S.E.A.P. - Aeroporti di Puglia, ed è parte del sistema aeroportuale pugliese con gli scali "Karol Wojtyla" di Bari, "Gino Lisa" di Foggia e "Marcello Arlotta" di Taranto-Grottaglie.

### Mobilità provinciale
Oltre al trasporto ferroviario, la mobilità all'interno della provincia è garantita da varie linee di autobus, gestite in gran parte dalla STP Brindisi, che collegano tutti i comuni all'interno del territorio provinciale e le varie località turistiche.

## Amministrazione

### Elenco dei presidenti
Dopo il decadimento di Maurizio Bruno dalla carica di sindaco di Francavilla Fontana, è divenuto presidente ad interim della Provincia il consigliere comunale di Ostuni Domenico Tanzarella, con la stessa maggioranza fuoriuscita dalle elezioni a suffragio ristretto del 12 ottobre 2014. Nel 2018 è stato eletto Riccardo Rossi.

## Comuni
Appartengono alla provincia di Brindisi i seguenti 20 comuni:
| Stemma | Comune                  | Residenti | Superficie (km²) | Densità (ab/km²) |
| ------ | ----------------------- | --------- | ---------------- | ---------------- |
|        | Brindisi                | 83 044    | 328,46           | 255,27           |
|        | Fasano                  | 38 770    | 129,03           | 302,45           |
|        | Francavilla Fontana     | 35 059    | 175,25           | 201,36           |
|        | Ostuni                  | 30 166    | 223,69           | 135,77           |
|        | Mesagne                 | 25 962    | 122,58           | 209,77           |
|        | Ceglie Messapica        | 18 746    | 130,32           | 146,08           |
|        | San Vito dei Normanni   | 18 141    | 67,08            | 273,27           |
|        | Carovigno               | 16 775    | 106,62           | 158,53           |
|        | Oria                    | 14 528    | 83,47            | 176,24           |
|        | Latiano                 | 13 583    | 55,07            | 250,97           |
|        | San Pietro Vernotico    | 13 108    | 46,94            | 281,16           |
|        | Cisternino              | 11 187    | 54,01            | 208,18           |
|        | Torre Santa Susanna     | 10 088    | 54,70            | 186,8            |
|        | San Pancrazio Salentino | 9 337     | 56,04            | 169,39           |
|        | Villa Castelli          | 9 032     | 34,81            | 258,71           |
|        | Erchie                  | 8 195     | 44,06            | 189,49           |
|        | San Donaci              | 6 208     | 34,20            | 182,71           |
|        | Cellino San Marco       | 6 106     | 37,46            | 166,63           |
|        | San Michele Salentino   | 6 087     | 26,19            | 235,77           |
|        | Torchiarolo             | 5 215     | 32,20            | 162,32           |
| TOTALE | TOTALE                  | 379 345   | 1.839,53         | 207,90           |

### Area Vasta Brindisina
Il 12 settembre 2007, nella sede del comune di Brindisi (comune capofila) i sindaci di 19 comuni della provincia (escluso Cisternino, che fa parte dell'Area Vasta della Valle d'Itria) più la Provincia di Brindisi, hanno firmato un piano strategico al fine di condividere un nuovo metodo, suggerito dalla Regione Puglia, per la spesa dei Fondi Comunitari 2007-2013. Sono previsti numerosi interventi nel campo dell'economia e dello sviluppo, in quello della cultura e del welfare, dell'ambiente e del territorio e nel campo della mobilità e dei trasporti. Questi interventi saranno coordinati tra le varie amministrazioni comunali ed anche tra gli Enti Locali.

## Sport

### Pallacanestro
La principale società di pallacanestro della provincia e di tutta la Puglia è la New Basket Brindisi, che milita nella massima serie di A1 ed ha disputato diversi campionati in Legadue.
Alcune delle altre squadra presenti sul territorio provinciale sono:
- la Assi Basket Ostuni[143] che nella stagione 2009/10 ha disputato il campionato di Serie A Dilettanti;
- la Basket Ceglie Messapica[144] che nella stagione 2009/10 ha disputato il campionato di serie C Dilettanti risultando al termine promossa in serie B Dilettanti;
- la Basket Francavilla[145], seconda squadra più vecchia della regione dopo la Ferrini Brindisi: dopo varie stagioni nel campionato di Serie C2, nella stagione 2007/08 è stata promossa in Serie C1, divisione che dalla stagione 2008/09 assume la denominazione di Serie C Dilettanti. Al termine della stagione 2009/10 la squadra è stata promossa in Serie B Dilettanti[146].

### Calcio
La principale società calcistica della provincia di Brindisi è il Brindisi Football Club FC (sito www.brindisifc.it) squadra che rappresenta il capoluogo e dal 2023 partecipa alla terza serie italiana girone C con la Virtus Francavilla Calcio (della città di Francavilla Fontana) che milita nel campionato di Serie C.
Nella serie immediatamente inferiore milita il Fasano.

### Impianti sportivi
L'impianto sportivo più capiente della provincia è lo Stadio Franco Fanuzzi di Brindisi, che può contenere fino a 7.152 persone seguito dall Vito Curlo di Fasano con capienza pari a 4.900 persone. Recentemente è stato ristrutturato lo Stadio Giovanni Paolo II di Francavilla portato ad una capienza di 3.360 spettatori.
Tra i palazzetti dello sport, il più grande della provincia è il PalaPentassuglia a Brindisi, con una capienza massima 3.523 spettatori.